# Danh sách tập phim Thám tử lừng danh Conan (2006 – 2015)

Bìa mùa 16 phát hành bởi Shogakukan

Danh sách tập phim Thám tử lừng danh Conan (2006 – 2015) bao gồm các tập phim từ năm 2006 đến năm 2015 của Thám tử lừng danh Conan – loạt anime dựa trên manga cùng tên của họa sĩ Aoyama Gōshō.
Loạt phim Thám tử lừng danh Conan được sản xuất bởi TMS Entertainment và Yomiuri Telecasting Corporation với tổng đạo diễn là Kodama Kenji và Yamamoto Yasuichiro, với nội dung xoay quanh thám tử trung học Kudo Shinichi bị teo nhỏ thành một đứa trẻ sau khi uống phải thuốc độc APTX 4869 của Tổ chức Áo đen. Cậu lấy tên giả là Edogawa Conan, sinh sống cùng gia đình ông Mori và phá giải nhiều vụ án hằng ngày và đợi đánh bại Tổ chức Áo đen. Tại Nhật Bản, loạt phim bắt đầu trình chiếu từ ngày 8 tháng 1 năm 1996 đến nay trên Nippon Television Network System. Có hơn 1000 tập đã được phát sóng tại Nhật Bản, giúp Thám tử lừng danh Conan là một trong 50 loạt phim anime có tổng số tập nhiều nhất. Năm 2010, Yomiuri Telecasting Corporation bắt đầu cung cấp các tập trên nền tảng video-on-demand. Sau đó loạt phim cũng được chuyển thể thành các phim điện ảnh, OVA, các tập truyền hình đặc biệt dưới tựa Lupin III VS Meitantei Konan và năm 2016 nhân kỉ niệm 20 năm ra mắt, tập 1 anime được làm lại với chất lượng hình ảnh, âm thanh tốt hơn với tựa Thám tử lừng danh Conan – Episode One: Ngày thám tử bị teo nhỏ. Nhà cung cấp ca khúc chủ đề ban đầu cho loạt phim là Universal Music Group, họ đã cho ra mắt hai ca khúc mở đầu và kết thúc đầu tiên và người cung cấp hiện tại là Being Incorporated.
Năm 2003, 104 tập đầu được cấp phép phát hành tại Bắc Mỹ bởi Funimation với tên Case Closed và bắt đầu trình chiếu trong khung giờ Adult Swim của Cartoon Network từ ngày 24 tháng 5 năm 2004; tuy nhiên chỉ có 50 tập được cấp phép từ Funimation do lượng người xem thấp. Kênh truyền hình Canada YTV quyết đinh mua bản quyền và phát sóng 22 tập từ 7 tháng 4 năm 2006 đến ngày 2 tháng 9 năm 2006, sau đó ngừng phát sóng. Funimation làm sẵn các tập và phát sóng trên Funimation Channel từ tháng 11 năm 2005 và một thời gian ngắn trên Colours TV trước khi Funimation Channel thành lập. Funimation bắt đầu bắt đầu phát trực tuyến các tập từ tháng 3 năm 2013 trên website của họ. Một chuyển thể tiếng Anh riêng biệt của loạt  phim phát trên Animax Asia tại Philippines bắt đầu từ ngày 18 tháng 1 năm 2006 với tên Detective Conan. Tuy nhiên chỉ có 52 tập được phát sóng và sau đó được chiếu lại, cho đến ngày 7 tháng 8 năm 2006 ngừng phát sóng. Thám tử lừng danh Conan cũng ra mắt trong các ngôn ngữ khác như tiếng Pháp, tiếng Đức và tiếng Ý. Tính đến cuối năm 2018, anime Thám tử lừng danh Conan đã được phát sóng hơn 40 quốc gia trên thế giới. Tại Việt Nam, loạt phim anime được trình chiếu trên kênh truyền hình HTV3 lần đầu ngày 26 tháng 12 năm 2009. Tuy nhiên chỉ có 100 tập được chiếu đi chiếu lại trong nhiều năm liền mãi cho đến ngày 6 tháng 1 năm 2017 các tập tiếp theo của loạt phim được kênh mua bản quyền phát sóng tiếp & phát sóng cho đến tập 440. Về sau các tập này được POPS Worldwide mua bản quyền trình chiếu lại trên nền tảng kỹ thuật số đồng thời tiếp nối phát sóng thêm các tập tiếp theo cho đến hết tập 601 (Tập gốc là 569) sau đó hết hạn bản quyền. Một số tập bị bỏ qua do không vượt qua kiểm duyệt.
Mặc dù Cartoon Network đã ngưng đặt hàng các tập nhưng Funimation vẫn tiếp tục lồng tiếng loạt phim phát hành trong định dạng direct-to-DVD và các tập từ 1–4 hay 53–83 được ra mắt trong 11 vol DVD từ ngày 24 tháng 8 năm 2004 đến 26 tháng 7 năm 2005. Funimation sau đó tái thiết kế chúng thành các đĩa DVD và các tập từ 1–52 được phát hành trong 8 vol DVD từ ngày 21 tháng 2 năm 2006 đến 29 tháng 5 năm 2007. Sau đó loạt phim này được ra mắt trong định dạng DVD Box 5 mùa từ ngày 22 tháng 7 năm 2008 đến 12 tháng 5 năm 2009 bao gồm 130 tập. Các hộp đĩa theo mùa sau đó được tái phát hành dưới dạng một phần phiên bản Viridian của Funimation từ ngày 14 tháng 7 năm 2009 đến 23 tháng 3 năm 2010. Sau đó chúng được tiếp tục tái phát hành dưới dạng một phần của phiên bản Super Amazing Value (S.A.V.E.) vào ngày 23 tháng 7 năm 2013.

## Tổng quan
| Tên | Tên | Tên                                | Số tập | Ngày phát sóng gốc                   | Ngày phát sóng tiếng Việt            |
| --- | --- | ---------------------------------- | ------ | ------------------------------------ | ------------------------------------ |
|     | 1   | Conan Arc (Tập 1 - 128)            | 128    | 8 tháng 1, 1996 – 14 tháng 12, 1998  | 26 tháng 12, 2009 – 30 tháng 1, 2017 |
|     | 2   | Haibara Arc (Tập 129 - 175)        | 47     | 4 tháng 1, 1999 – 10 tháng 1, 2000   | 31 tháng 1, 2017 – 14 tháng 4, 2017  |
|     | 3   | Vermouth Arc (Tập 176 - 345)       | 170    | 17 tháng 1, 2000 – 5 tháng 1, 2004   | 17 tháng 4, 2017 – 22 tháng 2, 2018  |
|     | 4   | Cell Phone Arc (Tập 346 - 424)     | 79     | 12 tháng 1, 2004 – 19 tháng 12, 2005 | 23 tháng 2, 2018 – 25 tháng 7, 2019  |
|     | 5   | Kir Arc (Tập 425 - 508)            | 84     | 9 tháng 1, 2006 – 7 tháng 7, 2008    | 26 tháng 7, 2019 – 18 tháng 4, 2022  |
|     | 6   | Bourbon & Akai Arc (Tập 509 - 783) | 275    | 14 tháng 7, 2008 – 27 tháng 6, 2015  | 19 tháng 4, 2022 – 19 tháng 12, 2024 |
|     | 7   | Rum Arc (Tập 784 - nay)            | 350+   | 11 tháng 7, 2015 – TBA               | 20 tháng 12, 2024 – TBA              |

## Danh sách tập
Phần trước: Danh sách tập phim Thám tử lừng danh Conan (1996 – 2005)
| Lưu ý | Lưu ý | Lưu ý | Lưu ý | Lưu ý | Lưu ý |
| --- | ----- | ----- | ----- | ----- | ----- |
| Bản dịch tiếng Việt của một số tên tập phim trong bài viết này có thể không trùng khớp với phiên bản phát hành tại Việt Nam. Vui lòng tra cứu bằng số thứ tự tập phim tại Việt Nam để đảm báo tính chính xác và thống nhất. |       |       |       |       |       |

### Năm 2006
| #   | #VN     | Tên tập phim | Ngày phát sóng gốc   | Ngày phát sóng tiếng Việt |
| --- | ------- | --- | -------------------- | --- |
| 425 | 440–444 | "Chấn động hắc ám! Thời điểm Tổ chức Áo đen ra tay2.5 tiếng" "Burakku Inpakuto! Soshiki no Te ga Todoku Shunkan" (ブラックインパクト! 組織の手が届く瞬間) | 9 tháng 1 năm 2006   | 26 tháng 7, 2019 (Phần 1) 29 tháng 7, 2019 (Phần 2) 30 tháng 7, 2019 (Phần 3) 31 tháng 7, 2019 (Phần 4) 1 tháng 8, 2019 (Phần 5) |
| 426 | 445     | "Bức thư tỏ tình với Ran" "Ran he no Rabu Retaa" (蘭へのラブレター)                                                                                       | 16 tháng 1 năm 2006  | 2 tháng 8 năm 2019 |
| 427 | 446     | "Bí mật lớn trên đường tới trường (Phần đầu)" "Chōhimitsu no Tsūgakuro (Zenpen)" (超秘密の通学路(前編))                                                   | 23 tháng 1 năm 2006  | 5 tháng 8 năm 2019 |
| 428 | 447     | "Bí mật lớn trên đường tới trường (Phần cuối)" "Chōhimitsu no Tsūgakuro (Kōhen)" (超秘密の通学路(後編))                                                   | 30 tháng 1 năm 2006  | 6 tháng 8 năm 2019 |
| 429 | 448     | "Hai người không thể quay lại (Phần đầu)" "Mō Modorenai Futari (Zenpen)" (もう戻れない二人(前編))                                                         | 6 tháng 2 năm 2006   | 7 tháng 8 năm 2019 |
| 430 | 449     | "Hai người không thể quay lại (Phần cuối)" "Mō Modorenai Futari (Kōhen)" (もう戻れない二人(後編))                                                         | 13 tháng 2 năm 2006  | 8 tháng 8 năm 2019 |
| 431 | 450     | "Câu chuyện tình yêu ở trụ sở cảnh sát 7 (Phần đầu)" "Honchō no Keiji Koimonogatari 7 (Zenpen)" (本庁の刑事恋物語7(前編))                                 | 20 tháng 2 năm 2006  | 9 tháng 8 năm 2019 |
| 432 | 451     | "Câu chuyện tình yêu ở trụ sở cảnh sát 7 (Phần cuối)" "Honchō no Keiji Koimonogatari 7 (Kōhen)" (本庁の刑事恋物語7(後編))                                 | 27 tháng 2 năm 2006  | 12 tháng 8 năm 2019 |
| 433 | 452     | "Conan – Đứa trẻ kỳ lạ" "Konan Hen na Ko" (コナン変な子)                                                                                                  | 6 tháng 3 năm 2006   | 13 tháng 8 năm 2019 |
| 434 | 453     | "Chiến công của danh khuyển Coeur" "Meiken Kūru no Otegara" (名犬クールのお手柄)                                                                          | 10 tháng 4 năm 2006  | 14 tháng 8 năm 2019 |
| 435 | 454     | "Thu thập thông tin về Đội thám tử nhí (Phần đầu)" "Tantei-dan ni Chūme Shuzai (Zenpen)" (探偵団に注目取材(前編))                                         | 17 tháng 4 năm 2006  | 15 tháng 8 năm 2019 |
| 436 | 455     | "Thu thập thông tin về Đội thám tử nhí (Phần cuối)" "Tantei-dan ni Chūme Shuzai (Kōhen)" (探偵団に注目取材(後編))                                         | 24 tháng 4 năm 2006  | 16 tháng 8 năm 2019 |
| 437 | 456     | "Ueto Aya và Shinichi – Lời hứa của bốn năm trước" "Ueto Aya to Shinichi Yonenmae no Yakusoku" (上戸彩と新一 4年前の約束)                                 | 8 tháng 5 năm 2006   | 19 tháng 8 năm 2019 |
| 438 | 457     | "Lần theo tin nhắn liên quan đến cá" "Osakana Mēru no Tsuiseki" (お魚メールの追跡)                                                                        | 15 tháng 5 năm 2006  | 20 tháng 8 năm 2019 |
| 439 | 458     | "Giá như không còn ai trên đời" "Soshite Daremo Inakunarebaī" (そして誰もいなくなればいい)                                                                | 22 tháng 5 năm 2006  | 21 tháng 8 năm 2019 |
| 440 | 459     | "Màn lái xe mạo hiểm cực độ" "Kyokugen no Kaa Sutanto" (極限のカースタント)                                                                               | 29 tháng 5 năm 2006  | 22 tháng 8 năm 2019 |
| 441 | 460     | "Tiếng "A" cuối cùng" "Saigo no Ān" (最期のアーン) | 5 tháng 6 năm 2006   | 1 tháng 2 năm 2022 |
| 442 | 461     | "Người đàn ông bị che khuất bởi khung thép" "Tekkotsu ni Habamareta Otoko" (鉄骨に阻まれた男)                                                             | 12 tháng 6 năm 2006  | 2 tháng 2 năm 2022 |
| 443 | 462     | "Tiếng thở dài ở buổi cào nghêu (Phần đầu)" "Tameiki Shiohigari (Zenpen)" (ため息潮干狩り(前編))                                                          | 26 tháng 6 năm 2006  | 3 tháng 2 năm 2022 |
| 444 | 463     | "Tiếng thở dài ở buổi cào nghêu (Phần cuối)" "Tameiki Shiohigari (Kōhen)" (ため息潮干狩り(後編))                                                          | 3 tháng 7 năm 2006   | 4 tháng 2 năm 2022 |
| 445 | 464     | "Bí mật của mèo Nga mắt xanh" "Roshian Burū no Himitsu" (ロシアンブルーの秘密)                                                                            | 10 tháng 7 năm 2006  | 5 tháng 2 năm 2022 |
| 446 | 465     | "Cửa sổ phong cách phương Tây bị niêm phong (Phần đầu)" "Fūin-sareta Yōsō (Zenpen)" (封印された洋窓(前編))                                                | 24 tháng 7 năm 2006  | 6 tháng 2 năm 2022 |
| 447 | 466     | "Cửa sổ phong cách phương Tây bị niêm phong (Phần cuối)" "Fūin-sareta Yōsō (Kōhen)" (封印された洋窓(後編))                                                | 31 tháng 7 năm 2006  | 7 tháng 2 năm 2022 |
| 448 | 467     | "Vụ án Sanma của Meguro" "Meguro no Sanma Jiken" (目黒の秋刀魚事件)                                                                                       | 14 tháng 8 năm 2006  | 8 tháng 2 năm 2022 |
| 449 | 468–469 | "Câu chuyện tình yêu ở trụ sở cảnh sát – Hôn lễ giả 1 tiếng" "Honchō no Keiji Koimonogatari Itsuwari no Uedingu" (本庁の刑事恋物語 偽りのウエディング)    | 21 tháng 8 năm 2006  | 9 tháng 2, 2022 (Phần đầu) 10 tháng 2, 2022 (Phần cuối)                                                                          |
| 450 | 470     | "Tiểu xảo và kỹ xảo (Phần đầu)" "Torikku vs Majikku (Zenpen)" (トリックvsマジック(前編))                                                                  | 28 tháng 8 năm 2006  | 11 tháng 2 năm 2022 |
| 451 | 471     | "Tiểu xảo và kỹ xảo (Phần cuối)" "Torikku vs Majikku (Kōhen)" (トリックvsマジック(後編))                                                                  | 4 tháng 9 năm 2006   | 12 tháng 2 năm 2022 |
| 452 | 472–473 | "Bóng ma ở Konpira 1 tiếng" "Konpira-za no Kaijin" (こんぴら座の怪人)                                                                                     | 11 tháng 9 năm 2006  | 13 tháng 2, 2022 (Phần đầu) 14 tháng 2, 2022 (Phần cuối)                                                                         |
| 453 | 474     | "Buổi công chiếu của duyên nợ và tình bạn" "Innen to Yūjō no Shishakai" (因縁と友情の試写会)                                                              | 23 tháng 10 năm 2006 | 15 tháng 2 năm 2022 |
| 454 | 475     | "Đoạn kết đảo ngược (Phần đầu)" "Hikkurikaetta Ketsumatsu (Zenpen)" (ひっくり返った結末(前編))                                                            | 30 tháng 10 năm 2006 | 16 tháng 2 năm 2022 |
| 455 | 476     | "Đoạn kết đảo ngược (Phần cuối)" "Hikkurikaetta Ketsumatsu (Kōhen)" (ひっくり返った結末(後編))                                                            | 6 tháng 11 năm 2006  | 17 tháng 2 năm 2022 |
| 456 | 477     | "Tiểu thuyết trinh thám tôi yêu thích" "Ore ga Aishita Misuterī" (俺が愛したミステリー)                                                                   | 13 tháng 11 năm 2006 | 18 tháng 2 năm 2022 |
| 457 | 478     | "Khăn tay đỏ của Sonoko (Phần đầu)" "Sonoko no Akai Hankachi (Zenpen)" (園子の赤いハンカチ(前編))                                                         | 20 tháng 11 năm 2006 | 19 tháng 2 năm 2022 |
| 458 | 479     | "Khăn tay đỏ của Sonoko (Phần cuối)" "Sonoko no Akai Hankachi (Kōhen)" (園子の赤いハンカチ(後編))                                                         | 27 tháng 11 năm 2006 | 20 tháng 2 năm 2022 |
| 459 | 480     | "Người đàn ông quy tắc nghiêm túc" "Kaijin Gachigachi Kisoku Otoko" (怪人ガチガチ規則男)                                                                  | 4 tháng 12 năm 2006  | 21 tháng 2 năm 2022 |

### Năm 2007
| #   | #VN     | Tên tập phim | Ngày phát sóng gốc   | Ngày phát sóng tiếng Việt                                                                               |
| --- | ------- | --- | -------------------- | --- |
| 460 | 481     | "Hoạt động ngoại khóa của lớp 1B!" "Ichi-nen B-Gumi Daisakusen!" (1年B組大作戦!)                                                                                             | 15 tháng 1 năm 2007  | 22 tháng 2 năm 2022                                                                                     |
| 461 | 482     | "Một trang sách bị mất" "Kieta Ichi Pēji" (消えた1ページ) | 22 tháng 1 năm 2007  | 23 tháng 2 năm 2022                                                                                     |
| 462 | 483     | "Cái bóng của Tổ chức Áo đen – Nhân chứng tí hon" "Kuro no Soshiki no Kage Osanai Mokugekisha" (黒の組織の影 幼い目撃者)                                                     | 29 tháng 1 năm 2007  | 24 tháng 2 năm 2022                                                                                     |
| 463 | 484     | "Cái bóng của Tổ chức Áo đen – Ánh sáng kỳ lạ" "Kuro no Soshiki no Kage Kimyō na Shōmei" (黒の組織の影 奇妙な照明)                                                           | 5 tháng 2 năm 2007   | 25 tháng 2 năm 2022                                                                                     |
| 464 | 485     | "Cái bóng của Tổ chức Áo đen – Thù lao hậu hĩnh" "Kuro no Soshiki no Kage Nazo no Kōgaku Hōshū" (黒の組織の影 謎の高額報酬)                                                  | 12 tháng 2 năm 2007  | 26 tháng 2 năm 2022                                                                                     |
| 465 | 486     | "Cái bóng của Tổ chức Áo đen – Ngôi sao băng ngọc trai" "Kuro no Soshiki no Kage Shinju no Nagareboshi" (黒の組織の影 真珠の流れ星)                                          | 19 tháng 2 năm 2007  | 27 tháng 2 năm 2022                                                                                     |
| 466 | 487     | "Người tuyết không tan vỡ (Phần đầu)" "Warenai Yukidaruma (Zenpen)" (割れない雪だるま(前編))                                                                                 | 26 tháng 2 năm 2007  | 28 tháng 2 năm 2022                                                                                     |
| 467 | 488     | "Người tuyết không tan vỡ (Phần cuối)" "Warenai Yukidaruma (Kōhen)" (割れない雪だるま(後編))                                                                                 | 5 tháng 3 năm 2007   | 1 tháng 3 năm 2022                                                                                      |
| 468 | 489     | "Vụ án kỳ lạ quanh bờ hồ" "Ike no Hotori no Kaijiken" (池のほとりの怪事件)                                                                                                   | 12 tháng 3 năm 2007  | 2 tháng 3 năm 2022                                                                                      |
| 469 | 490     | "Siêu trộm Kid và tứ danh hoạ (Phần đầu)" "Kaitō Kiddo to yon Meiga (Zenpen)" (怪盗キッドと4名画(前編))                                                                      | 16 tháng 4 năm 2007  | 3 tháng 3 năm 2022                                                                                      |
| 470 | 491     | "Siêu trộm Kid và tứ danh hoạ (Phần cuối)" "Kaitō Kiddo to yon Meiga (Kōhen)" (怪盗キッドと4名画(後編))                                                                      | 23 tháng 4 năm 2007  | 4 tháng 3 năm 2022                                                                                      |
| 471 | 492     | "Chiếc xe thuê mất kiểm soát" "Rentakā Seigyo Funō" (レンタカー制御不能) | 7 tháng 5 năm 2007   | 5 tháng 3 năm 2022                                                                                      |
| 472 | 493     | "Cuộc phiêu lưu của thiếu niên Kudo Shinichi (Phần đầu)" "Kudō Shinichi Shōnen no Bōken (Zenpen)" (工藤新一少年の冒険(前編))                                                 | 14 tháng 5 năm 2007  | 6 tháng 3 năm 2022                                                                                      |
| 473 | 494     | "Cuộc phiêu lưu của thiếu niên Kudo Shinichi (Phần cuối)" "Kudō Shinichi Shōnen no Bōken (Kōhen)" (工藤新一少年の冒険(後編))                                                 | 21 tháng 5 năm 2007  | 7 tháng 3 năm 2022                                                                                      |
| 474 | 495     | "Tình yêu của luật sư Kisaki Eri" "Kisaki Eri Bengoshi no Koi" (妃英理弁護士の恋)                                                                                            | 4 tháng 6 năm 2007   | 8 tháng 3 năm 2022                                                                                      |
| 475 | 496     | "Giải thưởng kém may mắn" "Akūn Guran Puri" (悪運グランプリ) | 18 tháng 6 năm 2007  | 9 tháng 3 năm 2022                                                                                      |
| 476 | 497     | "Cú sút chuẩn xác của Genta (Phần đầu)" "Genta no Hissatsu Shūto (Zenpen)" (元太の必殺シュート(前編))                                                                        | 25 tháng 6 năm 2007  | 10 tháng 3 năm 2022                                                                                     |
| 477 | 498     | "Cú sút chuẩn xác của Genta (Phần cuối)" "Genta no Hissatsu Shūto (Kōhen)" (元太の必殺シュート(後編))                                                                        | 2 tháng 7 năm 2007   | 11 tháng 3 năm 2022                                                                                     |
| 478 | 499     | "30 phút thực tế" "Riaru 30 Minittsu" (リアル30ミニッツ) | 9 tháng 7 năm 2007   | 12 tháng 3 năm 2022                                                                                     |
| 479 | 500–503 | "3 ngày với Hattori Heiji2 tiếng" "Hattori Heiji to no Mikkakan" (服部平次との三日間)                                                                                        | 16 tháng 7 năm 2007  | 13 tháng 3, 2022 (Phần 1) 14 tháng 3, 2022 (Phần 2) 15 tháng 3, 2022 (Phần 3) 16 tháng 3, 2022 (Phần 4) |
| 480 | 504     | "Bằng chứng ngoại phạm màu vàng" "Kiiroi Fuzai Shōmei" (黄色い不在証明) | 23 tháng 7 năm 2007  | 17 tháng 3 năm 2022                                                                                     |
| 481 | 505     | "Con dao của quỷ núi (Phần đầu)" "Yamanba no Hamono (Zenpen)" (山姥の刃物 (前編))                                                                                            | 30 tháng 7 năm 2007  | 18 tháng 3 năm 2022                                                                                     |
| 482 | 506     | "Con dao của quỷ núi (Phần cuối)" "Yamanba no Hamono (Kōhen)" (山姥の刃物(後編))                                                                                             | 6 tháng 8 năm 2007   | 19 tháng 3 năm 2022                                                                                     |
| 483 | 507     | "Sự biến mất của sĩ quan cảnh sát" "Kieta Omawarisan" (消えたおまわりさん)                                                                                                   | 13 tháng 8 năm 2007  | 20 tháng 3 năm 2022                                                                                     |
| 484 | 508     | "Truy tìm tung tích tấm hình đen (Phần đầu)" "Kuroi Shashin no Yukue (Zenpen)" (黒い写真の行方(前編))                                                                        | 20 tháng 8 năm 2007  | 21 tháng 3 năm 2022                                                                                     |
| 485 | 509     | "Truy tìm tung tích tấm hình đen (Phần cuối)" "Kuroi Shashin no Yukue (Kōhen)" (黒い写真の行方(後編))                                                                        | 27 tháng 8 năm 2007  | 22 tháng 3 năm 2022                                                                                     |
| 486 | 510     | "Mèo thần tài vẫy gọi từ phải sang trái" "Migi Kara Hidari e Manekineko" (右から左へ招き猫)                                                                                  | 3 tháng 9 năm 2007   | 23 tháng 3 năm 2022                                                                                     |
| 487 | 511–512 | "Câu chuyện tình yêu ở trụ sở cảnh sát 8 - Ngón tay đeo nhẫn ở bàn tay trái1 tiếng" "Honchō no Keiji Koi Monogatari 8 Hidaride no Kusuriyubi" (本庁の刑事恋物語8 左手の薬指) | 15 tháng 10 năm 2007 | 24 tháng 3, 2022 (Phần đầu) 25 tháng 3, 2022 (Phần cuối)                                                |
| 488 | 513–514 | "Ác quỷ ở đài truyền hình1 tiếng" "Terebikyoku no Akuma" (テレビ局の悪魔) | 22 tháng 10 năm 2007 | 26 tháng 3, 2022 (Phần đầu) 27 tháng 3, 2022 (Phần cuối)                                                |
| 489 | 515–516 | "Trận chiến vòng xét xử 3 – Công tố viên là nhân chứng1 tiếng" "Hotei no Taiketsu 3 Mokugekisha wa Kensatsukan" (法廷の対決Ⅲ 目撃者は検察官)                                 | 26 tháng 11 năm 2007 | 28 tháng 3, 2022 (Phần đầu) 29 tháng 3, 2022 (Phần cuối)                                                |
| 490 | 517–518 | "Hattori Heiji và Shinichi Kudo – Màn suy luận trên núi tuyết1 tiếng" "Hattori Heiji vs Kudō Shinichi! Gerende no Suiri Taiketsu" (服部平次 vs 工藤新一ゲレンデの推理対決)   | 3 tháng 12 năm 2007  | 30 tháng 3, 2022 (Phần đầu) 31 tháng 3, 2022 (Phần cuối)                                                |

### Năm 2008
| #   | #VN     | Tên tập phim | Ngày phát sóng gốc   | Ngày phát sóng tiếng Việt                                |
| --- | ------- | --- | -------------------- | -------------------------------------------------------- |
| 491 | 519     | "Cuộc chiến giữa đỏ và đen (Bắt đầu)" "Aka to Kuro no Kurasshu Hattan" (赤と黒のクラッシュ 発端)                                   | 14 tháng 1 năm 2008  | 1 tháng 4 năm 2022                                       |
| 492 | 520     | "Cuộc chiến giữa đỏ và đen (Huyết thống)" "Aka to Kuro no Kurasshu Ketsuen" (赤と黒のクラッシュ 血縁)                              | 21 tháng 1 năm 2008  | 2 tháng 4 năm 2022                                       |
| 493 | 521     | "Cuộc chiến giữa đỏ và đen (Gào thét)" "Aka to Kuro no Kurasshu Zekkyō" (赤と黒のクラッシュ 絶叫)                                  | 28 tháng 1 năm 2008  | 3 tháng 4 năm 2022                                       |
| 494 | 522     | "Cuộc chiến giữa đỏ và đen (Cõi chết)" "Aka to Kuro no Kurasshu Meido" (赤と黒のクラッシュ 冥土)                                   | 4 tháng 2 năm 2008   | 4 tháng 4 năm 2022                                       |
| 495 | 523     | "Cuộc chiến giữa đỏ và đen (Hôn mê)" "Aka to Kuro no Kurasshu Konsui" (赤と黒のクラッシュ 昏睡)                                    | 11 tháng 2 năm 2008  | 5 tháng 4 năm 2022                                       |
| 496 | 524     | "Cuộc chiến giữa đỏ và đen (Đột nhập)" "Aka to Kuro no Kurasshu Shinnyū" (赤と黒のクラッシュ 侵入)                                 | 18 tháng 2 năm 2008  | 6 tháng 4 năm 2022                                       |
| 497 | 525     | "Cuộc chiến giữa đỏ và đen (Thức tỉnh)" "Aka to Kuro no Kurasshu Kakusei" (赤と黒のクラッシュ 覚醒)                                | 25 tháng 2 năm 2008  | 7 tháng 4 năm 2022                                       |
| 498 | 526     | "Cuộc chiến giữa đỏ và đen (Náo loạn)" "Aka to Kuro no Kurasshu Kakuran" (赤と黒のクラッシュ 攪乱)                                 | 3 tháng 3 năm 2008   | 8 tháng 4 năm 2022                                       |
| 499 | 527     | "Cuộc chiến giữa đỏ và đen (Ngụy trang)" "Aka to Kuro no Kurasshu Gisō" (赤と黒のクラッシュ 偽装)                                  | 10 tháng 3 năm 2008  | 9 tháng 4 năm 2022                                       |
| 500 | 528     | "Cuộc chiến giữa đỏ và đen (Màn kịch)" "Aka to Kuro no Kurasshu Yuigon" (赤と黒のクラッシュ 遺言)                                  | 17 tháng 3 năm 2008  | 10 tháng 4 năm 2022                                      |
| 501 | 529     | "Cuộc chiến giữa đỏ và đen (Nghi phạm)" "Aka to Kuro no Kurasshu Kengi" (赤と黒のクラッシュ 嫌疑)                                  | 14 tháng 4 năm 2008  | 11 tháng 4 năm 2022                                      |
| 502 | 530     | "Cuộc chiến giữa đỏ và đen (Trong sạch)" "Aka to Kuro no Kurasshu Keppaku" (赤と黒のクラッシュ 潔白)                               | 28 tháng 4 năm 2008  | 12 tháng 4 năm 2022                                      |
| 503 | 531     | "Cuộc chiến giữa đỏ và đen (Chuẩn bị chết)" "Aka to Kuro no Kurasshu Kesshi" (赤と黒のクラッシュ 決死)                             | 12 tháng 5 năm 2008  | 13 tháng 4 năm 2022                                      |
| 504 | 532     | "Cuộc chiến giữa đỏ và đen (Cái chết định mệnh)" "Aka to Kuro no Kurasshu Junshoku" (赤と黒のクラッシュ 殉職)                      | 19 tháng 5 năm 2008  | 14 tháng 4 năm 2022                                      |
| 505 | 533     | "Nhân chứng là luật sư Kisaki Eri (Phần đầu)" "Bengoshi Kisaki Eri no Shōgen (Zenpen)" (弁護士妃英理の証言 (前編))                 | 16 tháng 6 năm 2008  | 15 tháng 4 năm 2022                                      |
| 506 | 534     | "Nhân chứng là luật sư Kisaki Eri (Phần cuối)" "Bengoshi Kisaki Eri no Shōgen (Kōhen)" (弁護士妃英理の証言 (後編))                 | 23 tháng 6 năm 2008  | 16 tháng 4 năm 2022                                      |
| 507 | 535     | "Điểm mù trong quán karaoke (Phần đầu)" "Karaoke Bokkusu no Shikaku (Zenpen)" (カラオケボックスの死角(前編))                       | 30 tháng 6 năm 2008  | 17 tháng 4 năm 2022                                      |
| 508 | 536     | "Điểm mù trong quán karaoke (Phần cuối)" "Karaoke Bokkusu no Shikaku (Kōhen)" (カラオケボックスの死角(後編))                       | 7 tháng 7 năm 2008   | 18 tháng 4 năm 2022                                      |
| 509 | 537     | "Đỏ, trắng, vàng và Đội thám tử nhí" "Aka, Shiro, Kiiro, to Tanteidan" (赤白黄色と探偵団)                                          | 14 tháng 7 năm 2008  | 19 tháng 4 năm 2022                                      |
| 510 | 538     | "Conan và mật mã W bí ẩn" "Conan vs Daburu Angō Misuterī" (コナンvs W 暗号ミステリー)                                              | 28 tháng 7 năm 2008  | 20 tháng 4 năm 2022                                      |
| 511 | 539     | "Khả năng suy luận của Shinichi và Okiya Subaru" "Suiri Taiketsu! Shinichi vs. Okiya Subaru" (推理対決!新一VS沖矢昴)               | 4 tháng 8 năm 2008   | 21 tháng 4 năm 2022                                      |
| 512 | 540     | "Biểu tượng cung hoàng đạo bị phá vỡ" "Kudaketa Horosucōpu" (砕けたホロスコープ)                                                   | 11 tháng 8 năm 2008  | 22 tháng 4 năm 2022                                      |
| 513 | 541     | "Hương vị cà phê với mục đích giết người (Phần đầu)" "Satsui wa Kōhī no Kaori (Zenpen)" (殺意はコーヒーの香り(前編))               | 1 tháng 9 năm 2008   | 23 tháng 4 năm 2022                                      |
| 514 | 542     | "Hương vị cà phê với mục đích giết người (Phần cuối)" "Satsui wa Kōhī no Kaori (Kōhen)" (殺意はコーヒーの香り(後編))               | 8 tháng 9 năm 2008   | 24 tháng 4 năm 2022                                      |
| 515 | 543–544 | "Thuật dịch chuyển tức thời của Kid 1 tiếng" "Kaitō Kiddo no Terepōtēshon Majikku" (怪盗キッドの瞬間移動魔術)                      | 20 tháng 10 năm 2008 | 25 tháng 4, 2022 (Phần đầu) 26 tháng 4, 2022 (Phần cuối) |
| 516 | 545–546 | "Phong Lâm Hỏa Sơn – Chiến binh mặc giáp bí ẩn 1 tiếng" "Fūrinkazan Meikyū no Yoroimusha" (風林火山 迷宮の鎧武者)                  | 3 tháng 11 năm 2008  | 27 tháng 4, 2022 (Phần đầu) 28 tháng 4, 2022 (Phần cuối) |
| 517 | 547     | "Phong Lâm Hỏa Sơn – Kết thúc bóng tối và sấm sét" "Fūrinkazan Kage to Raikō no Ketchaku" (風林火山 陰と雷光の決着)                | 10 tháng 11 năm 2008 | 29 tháng 4 năm 2022                                      |
| 518 | 548     | "Bí ẩn chuyến tham quan thời đại Meiji (Phần điều tra)" "Meiji Ishin Mystery Tour (Tansakuhen)" (明治維新ミステリーツアー(探索編)) | 1 tháng 12 năm 2008  | 30 tháng 4 năm 2022                                      |
| 519 | 549     | "Bí ẩn chuyến tham quan thời đại Meiji (Phần phá án)" "Meiji Ishin Mystery Tour (Kaidokuhen)" (明治維新ミステリーツアー(解読編))   | 8 tháng 12 năm 2008  | 1 tháng 5 năm 2022                                       |
| 520 | 550     | "Rượu vang đỏ tố cáo tội ác" "Wain Reddo no Kokuhatsu" (ワインレッドの告発)                                                        | 15 tháng 12 năm 2008 | 2 tháng 5 năm 2022                                       |

### Năm 2009
| #   | #VN     | Tên tập phim | Ngày phát sóng gốc   | Ngày phát sóng tiếng Việt                              |
| --- | ------- | --- | -------------------- | ------------------------------------------------------ |
| 521 | 551–552 | "Kẻ sát nhân Kudo Shinichi 1 tiếng" "Satsujinhan, Kudō Shinichi" (殺人犯、工藤新一)                                                                    | 19 tháng 1 năm 2009  | 3 tháng 5, 2022 (Phần đầu) 4 tháng 5, 2022 (Phần cuối) |
| 522 | 553–554 | "Bộ mặt thật của Shinichi và nước mắt của Ran 1 tiếng" "Shinichi no Shōtai ni Ran no Namida" (新一の正体に蘭の涙)                                      | 26 tháng 1 năm 2009  | 5 tháng 5, 2022 (Phần đầu) 6 tháng 5, 2022 (Phần cuối) |
| 523 | 555     | "Điều Ran muốn nói" "Hontō ni Kikitai Koto" (本当に聞きたいコト)                                                                                       | 2 tháng 2 năm 2009   | 7 tháng 5 năm 2022                                     |
| 524 | 556     | "Ngọn lửa màu xanh của sự hận thù (Phần đầu)" "Nikushimi no Aoi Hibana (Zenpen)" (憎しみの青い火花(前編))                                              | 9 tháng 2 năm 2009   | 8 tháng 5 năm 2022                                     |
| 525 | 557     | "Ngọn lửa màu xanh của sự hận thù (Phần cuối)" "Nikushimi no Aoi Hibana (Kōhen)" (憎しみの青い火花(後編))                                              | 16 tháng 2 năm 2009  | 9 tháng 5 năm 2022                                     |
| 526 | 558     | "Hộp quà từ hung thủ thực sự" "Shinhannin Kara no Todokemono" (真犯人からの届け物)                                                                     | 23 tháng 2 năm 2009  | 10 tháng 5 năm 2022                                    |
| 527 | 559     | "Dã tâm che giấu đằng sau vở kịch" "Kamengeki ni Himeta Akui" (仮面劇に秘めた悪意)                                                                     | 2 tháng 3 năm 2009   | 11 tháng 5 năm 2022                                    |
| 528 | 560     | "Đôi cánh Icarus (Phần đầu)" "Jū Yoku Nazo o Seisu (Zenpen)" (柔よく謎を制す(前編))                                                                    | 9 tháng 3 năm 2009   | 12 tháng 5 năm 2022                                    |
| 529 | 561     | "Đôi cánh Icarus (Phần cuối)" "Jū Yoku Nazo o Seisu (Kōhen)" (柔よく謎を制す(後編))                                                                    | 16 tháng 3 năm 2009  | 13 tháng 5 năm 2022                                    |
| 530 | 562     | "Chân tướng của truyền thuyết đô thị (Phần đầu)" "Toshi Densetsu No Shōtai (Zenpen)" (都市伝説の正体(前編))                                            | 18 tháng 4 năm 2009  | 14 tháng 5 năm 2022                                    |
| 531 | 563     | "Chân tướng của truyền thuyết đô thị (Phần cuối)" "Toshi Densetsu No Shōtai (Kōhen)" (都市伝説の正体(後編))                                            | 25 tháng 4 năm 2009  | 15 tháng 5 năm 2022                                    |
| 532 | 564     | "Vết sẹo của mối tình đầu" "Hatsukoi no Kizuato" (初恋の傷跡)                                                                                          | 2 tháng 5 năm 2009   | 16 tháng 5 năm 2022                                    |
| 533 | 565     | "Vết sẹo gợi lên quá khứ" "Kako o Yobu Kizuato" (過去を呼ぶ傷跡)                                                                                       | 9 tháng 5 năm 2009   | 17 tháng 5 năm 2022                                    |
| 534 | 566     | "Vết sẹo mới và người đàn ông huýt sáo" "Arata na Kizuato to Kuchibue no Otoko" (新たな傷跡と口笛の男)                                                 | 16 tháng 5 năm 2009  | 18 tháng 5 năm 2022                                    |
| 535 | 567     | "Vết sẹo cũ và tinh thần người cảnh sát" "Furuki Kizuato to Keiji no Tamashii" (古き傷跡と刑事の魂)                                                    | 23 tháng 5 năm 2009  | 19 tháng 5 năm 2022                                    |
| 536 | 568     | "Bí mật về kiệt tác bị biến mất" "Kie ta Meiga no Himitsu" (消えた名画の秘密)                                                                          | 30 tháng 5 năm 2009  | 20 tháng 5 năm 2022                                    |
| 537 | 569     | "Kaito Kid với két sắt Tanuki (Phần đầu)" "Kaitō Kiddo VS Saikyō Kinko (Zenpen)" (怪盗キッドVS最強金庫(前編))                                          | 13 tháng 6 năm 2009  | 21 tháng 5 năm 2022                                    |
| 538 | 570     | "Kaito Kid với két sắt Tanuki (Phần cuối)" "Kaitō Kiddo VS Saikyō Kinko (Kōhen)" (怪盗キッドVS最強金庫(後編))                                          | 20 tháng 6 năm 2009  | 22 tháng 5 năm 2022                                    |
| 539 | 571     | "Người thừa kế ngu ngốc" "Orokamono e no Isan" (愚か者への遺産)                                                                                        | 4 tháng 7 năm 2009   | 23 tháng 5 năm 2022                                    |
| 540 | 572     | "Mori Kogoro nghỉ làm Thám tử (Phần đầu)" "Mōri Kogorō Tantei Haigyō no Hi (Zenpen)" (毛利小五郎探偵廃業の日(前編))                                    | 11 tháng 7 năm 2009  | 24 tháng 5 năm 2022                                    |
| 541 | 573     | "Mori Kogoro nghỉ làm Thám tử (Phần cuối)" "Mōri Kogorō Tantei Haigyō no Hi (Kōhen)" (毛利小五郎探偵廃業の日(後編))                                    | 18 tháng 7 năm 2009  | 25 tháng 5 năm 2022                                    |
| 542 | 574     | "Loài cá biến mất ở mỏm đá Ikkaku (Phần đầu)" "Sakana ga Kieru Ikkaku Iwa (Zenpen)" (魚が消える一角岩(前編))                                           | 25 tháng 7 năm 2009  | 26 tháng 5 năm 2022                                    |
| 543 | 575     | "Loài cá biến mất ở mỏm đá Ikkaku (Phần cuối)" "Sakana ga Kieru Ikkaku Iwa (Kōhen)" (魚が消える一角岩(後編))                                           | 1 tháng 8 năm 2009   | 27 tháng 5 năm 2022                                    |
| 544 | 576     | "Bất hòa trong ban nhạc" "Fukyōwaon o Kanaderu Te" (不協和音を奏でる手)                                                                                | 8 tháng 8 năm 2009   | 28 tháng 5 năm 2022                                    |
| 545 | 577     | "Ma nữ bị che lấp bởi sương mù (Phần đầu)" "Kiri ni Musebu Majo (Zenpen)" (霧にむせぶ魔女(前編))                                                       | 5 tháng 9 năm 2009   | 29 tháng 5 năm 2022                                    |
| 546 | 578     | "Ma nữ bị che lấp bởi sương mù (Phần cuối)" "Kiri ni Musebu Majo (Kōhen)" (霧にむせぶ魔女(後編))                                                       | 12 tháng 9 năm 2009  | 30 tháng 5 năm 2022                                    |
| 547 | 579     | "Hai ngày với hung thủ (Ngày đầu)" "Hannin to no Futsukakan (Ichinichime)" (犯人との二日間 (一日目))                                                   | 19 tháng 9 năm 2009  | 31 tháng 5 năm 2022                                    |
| 548 | 580     | "Hai ngày với hung thủ (Ngày thứ hai)" "Hannin to no Futsukakan (Futsukame)" (犯人との二日間 (二日目))                                                 | 26 tháng 9 năm 2009  | 1 tháng 6 năm 2022                                     |
| 549 | 581     | "Băng chuyền Sushi bí ẩn (Phần đầu)" "Kaiten Sushi Misuterii (Zenpen)" (回転寿司ミステリー(前編))                                                      | 3 tháng 10 năm 2009  | 2 tháng 6 năm 2022                                     |
| 550 | 582     | "Băng chuyền Sushi bí ẩn (Phần cuối)" "Kaiten Sushi Misuterii (Kōhen)" (回転寿司ミステリー(後編))                                                      | 10 tháng 10 năm 2009 | 3 tháng 6 năm 2022                                     |
| 551 | 583     | "Thủ phạm là ba của Genta (Phần đầu)" "Hannin ha Genta no Touchan (Zenpen)" (犯人は元太の父ちゃん(前編))                                               | 17 tháng 10 năm 2009 | 4 tháng 6 năm 2022                                     |
| 552 | 584     | "Thủ phạm là ba của Genta (Phần cuối)" "Hannin ha Genta no Touchan (Kōhen)" (犯人は元太の父ちゃん(後編))                                               | 24 tháng 10 năm 2009 | 5 tháng 6 năm 2022                                     |
| 553 | 585     | "Phòng thẩm vấn" "Za・Torishirabeshitsu" (ザ・取調室)                                                                                                  | 31 tháng 10 năm 2009 | 6 tháng 6 năm 2022                                     |
| 554 | 586     | "Chuyến du lịch trên vùng đất Hạc bí ẩn (Truy tìm Ran)" "Kounotori Misuterii Tsuaa (Ran sōsaku hen)" (こうのとりミステリーツアー(蘭捜索編))            | 7 tháng 11 năm 2009  | 7 tháng 6 năm 2022                                     |
| 555 | 587     | "Chuyến du lịch trên vùng đất Hạc bí ẩn (Theo dấu Haruna)" "KounotoriMisuterii Tsuaa (Haryouna Tsuiseki Hen)" (こうのとりミステリーツアー(陽菜追跡編)) | 14 tháng 11 năm 2009 | 8 tháng 6 năm 2022                                     |
| 556 | 588     | "Ngã tư tử thần" "Kyoufu no Kousaten" (恐怖の交差点)                                                                                                   | 21 tháng 11 năm 2009 | 9 tháng 6 năm 2022                                     |
| 557 | 589     | "Bạn đồng hành nguy hiểm" "Kiken na Futari Tsure" (危険な二人連れ)                                                                                     | 28 tháng 11 năm 2009 | 10 tháng 6 năm 2022                                    |
| 558 | 590     | "Biệt thự chết chóc và bức tường đỏ (Ba lần cầu kiến)" "Shibou no Yakata, Akai Kabe (Sankonorei)" (死亡の館、赤い壁 (三顧の礼))                        | 5 tháng 12 năm 2009  | 11 tháng 6 năm 2022                                    |
| 559 | 591     | "Biệt thự chết chóc và bức tường đỏ (Trong tầm tay)" "Shibou no Yakata, Akai Kabe (Shouchuu no Mono)" (死亡の館、赤い壁 (掌中の物))                    | 12 tháng 12 năm 2009 | 12 tháng 6 năm 2022                                    |
| 560 | 592     | "Biệt thự chết chóc và bức tường đỏ (Khổng Minh đã chết)" "Shibou no Yakata, Akai Kabe (Shiseru Koumei)" (死亡の館、赤い壁 (死せる孔明))               | 19 tháng 12 năm 2009 | 13 tháng 6 năm 2022                                    |
| 561 | 593     | "Biệt thự chết chóc và bức tường đỏ (Không thành kế)" "Shibou no Yakata, Akai Kabe (Sorajou no Kei)" (死亡の館、赤い壁 (空城の計))                     | 26 tháng 12 năm 2009 | 14 tháng 6 năm 2022                                    |

### Năm 2010
| #   | #VN | Tên tập phim | Ngày phát sóng gốc   | Ngày phát sóng tiếng Việt |
| --- | --- | --- | -------------------- | ------------------------- |
| 562 | 594 | "Vụ bắt cóc cầu vồng" "Reinbo Kara no Yuukai" (虹色の誘拐)                                                                               | 16 tháng 1 năm 2010  | 15 tháng 6 năm 2022       |
| 563 | 595 | "Đội thám tử nhí đối đầu toán cướp ngân hàng (Sự hỗn loạn)" "Tanteidan VS Goutoudan (Souzen)" (探偵団ＶＳ強盗団 (騒然))                  | 23 tháng 1 năm 2010  | 16 tháng 6 năm 2022       |
| 564 | 596 | "Đội thám tử nhí đối đầu toán cướp ngân hàng (Tĩnh lặng)" "Tanteidan VS Goutoudan (Chinmoku)" (探偵団ＶＳ強盗団 (沈黙))                  | 30 tháng 1 năm 2010  | 17 tháng 6 năm 2022       |
| 565 | 597 | "Người nhân chứng không nhìn thấy" "Mite nai Mokugekisha" (見てない目撃者)                                                               | 6 tháng 2 năm 2010   | 18 tháng 6 năm 2022       |
| 566 | 598 | "Cộng sự là ngài Santa" "Aibō wa Santa-san" (相棒はサンタさん)                                                                           | 27 tháng 2 năm 2010  | 19 tháng 6 năm 2022       |
| 567 | 599 | "Vụ án giết người trong suối nước nóng" "Rotenburo ni Furu Satsui" (露天風呂に降る殺意)                                                  | 6 tháng 3 năm 2010   | 20 tháng 6 năm 2022       |
| 568 | 600 | "Trung uý Shiratori và ký ức về hoa anh đào (Phần đầu)" "Shiratori-keibu、Sakura no Omoide (Zenpen)" (白鳥警部、桜の思い出(前編))        | 13 tháng 3 năm 2010  | 21 tháng 6 năm 2022       |
| 569 | 601 | "Trung uý Shiratori và ký ức về hoa anh đào (Phần cuối)" "Shiratori-keibu、Sakura no Omoide (Kōhen)" (白鳥警部、桜の思い出(後編))        | 20 tháng 3 năm 2010  | 22 tháng 6 năm 2022       |
| 570 | 621 | "Tội ác với xác suất chứng minh là 0" "Risshō Kakuritsu Zero no Hanzai" (立証確率ゼロの犯罪)                                             | 27 tháng 3 năm 2010  | 10 tháng 6 năm 2023       |
| 571 | 622 | "Trận chiến kho báu trong nhà kho quái vật (Phần đầu)" "Mononoke Kura deo takara Batoru (Zenpen)" (もののけ倉でお宝バトル(前編))         | 1 tháng 5 năm 2010   | 11 tháng 6 năm 2023       |
| 572 | 623 | "Trận chiến kho báu trong nhà kho quái vật (Phần cuối)" "Mononoke Kura deo Takara Batoru (Kōhen)" (もののけ倉でお宝バトル(後編))         | 8 tháng 5 năm 2010   | 13 tháng 6 năm 2023       |
| 573 | 624 | "Bùa hộ mệnh ở đâu (Phần đầu)" "Hazukashii Omamori no Yukae (Zenpen)" (恥ずかしいお守りの行方(前編))                                     | 15 tháng 5 năm 2010  | 15 tháng 6 năm 2023       |
| 574 | 625 | "Bùa hộ mệnh ở đâu (Phần cuối)" "Hazukashii Omamori no Yukae (Kōhen)" (恥ずかしいお守りの行方(後編))                                     | 22 tháng 5 năm 2010  | 17 tháng 6 năm 2023       |
| 575 | 626 | "Chứng cứ ngoại phạm của chiếc váy đen (Phần đầu)" "Kuroki Doresu no Aribai (Zenpen)" (黒きドレスのアリバイ(前編))                       | 29 tháng 5 năm 2010  | 18 tháng 6 năm 2023       |
| 576 | 627 | "Chứng cứ ngoại phạm của chiếc váy đen (Phần cuối)" "Kuroki Doresu no Aribai (Kōhen)" (黒きドレスのアリバイ(後編))                       | 5 tháng 6 năm 2010   | 20 tháng 6 năm 2023       |
| 577 | 628 | "Sự thật được đom đóm soi sáng" "Hotaru ga Tomoshi ta Shinjitsu" (ホタルが灯した真実)                                                    | 19 tháng 6 năm 2010  | 22 tháng 6 năm 2023       |
| 578 | 629 | "Hãy tin vào ngày mai" "Kiki Yobu Akai Ōmen" (危機呼ぶ赤い前兆)                                                                          | 26 tháng 6 năm 2010  | 24 tháng 6 năm 2023       |
| 579 | 630 | "13 chiếc áo thun đỏ" "Kuroki Juu-san no Sajesuto" (黒き13の暗示)                                                                        | 3 tháng 7 năm 2010   | 25 tháng 6 năm 2023       |
| 580 | 631 | "Mục đích của kẻ đánh bom" "Semaru Kuro no Taimurimitto" (迫る黒の刻限)                                                                  | 10 tháng 7 năm 2010  | 27 tháng 6 năm 2023       |
| 581 | 632 | "Mục tiêu run rẩy trong sắc đỏ" "Akaku Yureru Taagetto" (赤く揺れる照準)                                                                 | 17 tháng 7 năm 2010  | 29 tháng 6 năm 2023       |
| 582 | 633 | "Đêm xác sống diệt vong" "Zonbi ga Shin da Yoru" (ゾンビが死んだ夜)                                                                      | 24 tháng 7 năm 2010  | 1 tháng 7 năm 2023        |
| 583 | 634 | "Chuyện tình của cô Kobayashi" "Kobayashi-sensei no Koi" (小林先生の恋)                                                                  | 14 tháng 8 năm 2010  | 2 tháng 7 năm 2023        |
| 584 | 635 | "Thanh tra Shiratori đánh mất tình yêu" "Shiratori-keibu no Shitsuren" (白鳥警部の失恋)                                                  | 21 tháng 8 năm 2010  | 4 tháng 7 năm 2023        |
| 585 | 636 | "Tình yêu vượt thời gian của hoa anh đào" "Toki wo Koeru Sakura no Koi" (時を超える桜の恋)                                               | 28 tháng 8 năm 2010  | 6 tháng 7 năm 2023        |
| 586 | 637 | "Chiếc Sừng Kỳ Lân biến mất trong bóng tối" "Yami ni Kie ta Kirin no Tsuno" (闇に消えた麒麟の角))                                        | 4 tháng 9 năm 2010   | 8 tháng 7 năm 2023        |
| 587 | 638 | "Kid đối đầu Đội Thám Tử Tứ Linh" "Kiddo vs Shijin Tantei Dan" (キッドＶＳ四神探偵団)                                                    | 11 tháng 9 năm 2010  | 9 tháng 7 năm 2023        |
| 588 | 639 | "Cạm bẫy ở nông trại tầng thượng" "Okujou Nouen no Wana" (屋上農園の罠)                                                                  | 18 tháng 9 năm 2010  | 11 tháng 7 năm 2023       |
| 589 | 640 | "Ngày sinh nhật tồi tệ nhất (Phần đầu)" "Saiaku na Bāsudē (Zenpen)" (最悪な誕生日(前編))                                                 | 25 tháng 9 năm 2010  | 13 tháng 7 năm 2023       |
| 590 | 641 | "Ngày sinh nhật tồi tệ nhất (Phần cuối)" "Saiaku na Bāsudē (Kōhen)" (最悪な誕生日(後編))                                                 | 2 tháng 10 năm 2010  | 15 tháng 7 năm 2023       |
| 591 | 642 | "Ngôi nhà có hồ thủy sinh" "Suizokukan no aru Ie" (水族館のある家)                                                                       | 16 tháng 10 năm 2010 | 16 tháng 7 năm 2023       |
| 592 | 643 | "Con khỉ và lá bùa (Phần đầu)" "Saru to Kumade no tori Butsujou (Zenpen)" (猿と熊手のトリ物帖(前編))                                     | 23 tháng 10 năm 2010 | 18 tháng 7 năm 2023       |
| 593 | 644 | "Con khỉ và lá bùa (Phần cuối)" "Saru to Kumade no tori Butsujou (Kōhen)" (猿と熊手のトリ物帖(後編))                                     | 30 tháng 10 năm 2010 | 20 tháng 7 năm 2023       |
| 594 | 645 | "Kỳ nghỉ tại Hiroshima Miyajima (Phần Miyajima)" "Hiroshima Miyajima Nanafushigi tsuā (Miyajima hen)" (広島宮島七不思議ツアー(宮島編))   | 6 tháng 11 năm 2010  | 22 tháng 7 năm 2023       |
| 595 | 646 | "7 bí ẩn của Hiroshima Miyajima (Phần Hiroshima)" "Hiroshima Miyajima Nanafushigi tsuā (Hiroshima hen)" (広島宮島七不思議ツアー(広島編)) | 13 tháng 11 năm 2010 | 23 tháng 7 năm 2023       |
| 596 | 647 | "Bằng chứng ngoại phạm của cú rơi" "Tenraku no Aribai" (転落のアリバイ)                                                                  | 20 tháng 11 năm 2010 | 25 tháng 7 năm 2023       |
| 597 | 648 | "Kịch bản giết người trong phòng kín hơi nước (Phần đầu)" "Yukemuri Misshitsu no Shinario (Zenpen)" (湯煙密室のシナリオ(前編))           | 27 tháng 11 năm 2010 | 27 tháng 7 năm 2023       |
| 598 | 649 | "Kịch bản giết người trong phòng kín hơi nước (Phần cuối)" "Yukemuri Misshitsu no Shinario (Kōhen)" (湯煙密室のシナリオ(後編))           | 4 tháng 12 năm 2010  | 29 tháng 7 năm 2023       |
| 599 | 650 | "Người thực thi công lý" "Seiginomikata" (セイギノミカタ)                                                                                | 11 tháng 12 năm 2010 | 30 tháng 7 năm 2023       |
| 600 | 651 | "Giấc mơ của Kappa (Phần đầu)" "Kappa ga mi ta Yume (Zenpen)" (河童が見た夢(前編))                                                       | 18 tháng 12 năm 2010 | 1 tháng 8 năm 2023        |
| 601 | 652 | "Giấc mơ của Kappa (Phần cuối)" "Kappa ga mi ta Yume (Kōhen)" (河童が見た夢(後編))                                                       | 25 tháng 12 năm 2010 | 3 tháng 8 năm 2023        |

### Năm 2011
| #   | #VN | Tên tập phim | Ngày phát sóng gốc   | Ngày phát sóng tiếng Việt |
| --- | --- | --- | -------------------- | ------------------------- |
| 602 | 653 | "Ác quỷ trên sân quần vợt" "Tenisu Kōto ni Hisomu Akuma" (テニスコートに潜む悪魔)                                                                                  | 8 tháng 1 năm 2011   | 5 tháng 8 năm 2023        |
| 603 | 654 | "Vụ án phòng kín kép ở buổi cầu hồn (Phòng kín thứ nhất)" "Kourei Kai Daburu Misshitsu Jiken (Daiichi no Misshitsu)" (降霊会Ｗ密室事件(第一の密室))                | 29 tháng 1 năm 2011  | 6 tháng 8 năm 2023        |
| 604 | 655 | "Vụ án phòng kín kép ở buổi cầu hồn (Phòng kín thứ hai)" "Kourei Kai Daburu Misshitsu Jiken (Daini no Misshitsu)" (降霊会Ｗ密室事件(第二の密室))                   | 5 tháng 2 năm 2011   | 8 tháng 8 năm 2023        |
| 605 | 656 | "Vụ án phòng kín kép ở buổi cầu hồn (Mở khóa phòng kín)" "Kourei Kai Daburu Misshitsu Jiken (Misshitsu Kaihou)" (降霊会Ｗ密室事件(密室開放))                       | 12 tháng 2 năm 2011  | 10 tháng 8 năm 2023       |
| 606 | 657 | "Đối đầu trước tòa lần 4: Bồi thẩm viên Kobayashi Sumiko (Phần đầu)" "Houtei no Taiketsu IV Saibanin Kobayashi Sumiko (Zenpen)" (法廷の対決IV裁判員小林澄子(前編)) | 19 tháng 2 năm 2011  | 12 tháng 8 năm 2023       |
| 607 | 658 | "Đối đầu trước tòa lần 4: Bồi thẩm viên Kobayashi Sumiko (Phần cuối)" "Houtei no Taiketsu IV Saibanin Kobayashi Sumiko (Kōhen)" (法廷の対決IV裁判員小林澄子(後編)) | 26 tháng 2 năm 2011  | 13 tháng 8 năm 2023       |
| 608 | 659 | "Sự phản bội trong ngày Valentine trắng (Phần đầu)" "Uragiri no Howaito Dē (Zenpen)" (裏切りのホワイトデー(前編))                                                  | 5 tháng 3 năm 2011   | 15 tháng 8 năm 2023       |
| 609 | 660 | "Sự phản bội trong ngày Valentine trắng (Phần cuối)" "Uragiri no Howaito Dē (Kōhen)" (裏切りのホワイトデー(後編))                                                  | 19 tháng 3 năm 2011  | 17 tháng 8 năm 2023       |
| 610 | 661 | "Nạn nhân là Kudo Shinichi" "Higaisha wa Kudō Shinichi" (被害者はクドウシンイチ)                                                                                   | 9 tháng 4 năm 2011   | 19 tháng 8 năm 2023       |
| 611 | 662 | "Lâu đài Inubushi, ma khuyển rực cháy (Chương lửa ma trơi)" "Inubushi Jou En no Mainu (Onibi no Akira)" (犬伏城 炎の魔犬(鬼火の章))                                | 16 tháng 4 năm 2011  | 20 tháng 8 năm 2023       |
| 612 | 663 | "Lâu đài Inubushi, ma khuyển rực cháy (Chương những bước chân)" "Inubushi Jou En no Mainu (Ashiato no Akira)" (犬伏城 炎の魔犬(足跡の章))                          | 23 tháng 4 năm 2011  | 22 tháng 8 năm 2023       |
| 613 | 664 | "Lâu đài Inubushi, ma khuyển rực cháy (Chương công chúa)" "Inubushi Jou En no Mainu (Hime no Akira)" (犬伏城 炎の魔犬(姫の章))                                     | 30 tháng 4 năm 2011  | 24 tháng 8 năm 2023       |
| 614 | 665 | "Cuốn nhật ký bí ẩn (Phần đầu)" "Nikki ga Kanaderu Himitsu (Zenpen)" (日記が奏でる秘密(前編))                                                                      | 7 tháng 5 năm 2011   | 26 tháng 8 năm 2023       |
| 615 | 666 | "Cuốn nhật ký bí ẩn (Phần cuối)" "Nikki ga Kanaderu Himitsu (Kōhen)" (日記が奏でる秘密(後編))                                                                      | 14 tháng 5 năm 2011  | 27 tháng 8 năm 2023       |
| 616 | 667 | "Sách khải huyền của Holmes (Học trò của Holmes)" "Hōmuzu no Mokushiroku (Hōmuzu no Deshi)" (ホームズの黙示録(名探偵の弟子))                                       | 21 tháng 5 năm 2011  | 29 tháng 8 năm 2023       |
| 617 | 668 | "Sách khải huyền của Holmes (Tình yêu là số 0)" "Hōmuzu no Mokushiroku (Love is Zero)" (ホームズの黙示録(Love is 0))                                               | 28 tháng 5 năm 2011  | 31 tháng 8 năm 2023       |
| 618 | 669 | "Sách khải huyền của Holmes (Satan)" "Hōmuzu no Mokushiroku (Satan)" (ホームズの黙示録(サタン))                                                                    | 4 tháng 6 năm 2011   | 2 tháng 9 năm 2023        |
| 619 | 670 | "Sách khải huyền của Holmes (Giải mã)" "Hōmuzu no Mokushiroku (Code Break)" (ホームズの黙示録 (Code Break))                                                        | 11 tháng 6 năm 2011  | 3 tháng 9 năm 2023        |
| 620 | 671 | "Sách khải huyền của Holmes (Nữ hoàng quần vợt)" "Hōmuzu no Mokushiroku (Gurasukōtokuīn)" (ホームズの黙示録(芝の女王))                                             | 18 tháng 6 năm 2011  | 5 tháng 9 năm 2023        |
| 621 | 672 | "Sách khải huyền của Holmes (0 là điểm khởi đầu)" "Hōmuzu no Mokushiroku (Zero is Start)" (ホームズの黙示録(0 is Start))                                           | 25 tháng 6 năm 2011  | 7 tháng 9 năm 2023        |
| 622 | 673 | "Tình huống khẩn cấp 252 (Phần đầu)" "Kinkyū Jitai 252 (Zenpen)" (緊急事態252 (前編))                                                                              | 2 tháng 7 năm 2011   | 9 tháng 9 năm 2023        |
| 623 | 674 | "Tình huống khẩn cấp 252 (Phần cuối)" "Kinkyū Jitai 252(Kōhen)" (緊急事態252(後編))                                                                                | 9 tháng 7 năm 2011   | 10 tháng 9 năm 2023       |
| 624 | 675 | "Bức thư hồi âm của mối tình đầu" "Hatsukoi no Bideoretā" (初恋のビデオレター)                                                                                     | 16 tháng 7 năm 2011  | 12 tháng 9 năm 2023       |
| 625 | 676 | "Tiếng thét từ căn phòng ma (Phần đầu)" "Zekkyō Operūmu (Zenpen)" (絶叫手術室(前編))                                                                               | 23 tháng 7 năm 2011  | 14 tháng 9 năm 2023       |
| 626 | 677 | "Tiếng thét từ căn phòng ma (Phần cuối)" "Zekkyō Operūmu (Kōhen)" (絶叫手術室(後編))                                                                               | 30 tháng 7 năm 2011  | 16 tháng 9 năm 2023       |
| 627 | 678 | "Conan và Kid – Trận chiến báu vật Ryoma (Phần đầu)" "Conan Kiddo no Ryōma Otakara Kōbō-sen (Zenpen)" (コナンキッドの龍馬お宝攻防戦(前編))                         | 20 tháng 8 năm 2011  | 17 tháng 9 năm 2023       |
| 628 | 679 | "Conan và Kid – Trận chiến báu vật Ryoma (Phần cuối)" "Conan Kiddo no Ryōma Otakara Kōbō-sen (Kōhen)" (コナンキッドの龍馬お宝攻防戦(後編))                         | 27 tháng 8 năm 2011  | 19 tháng 9 năm 2023       |
| 629 | 680 | "Vụ án quay video clip quảng cáo (Phần đầu)" "Puromobideo Satsuei Jiken (Zenpen)" (プロモビデオ撮影事件(前編))                                                     | 3 tháng 9 năm 2011   | 21 tháng 9 năm 2023       |
| 630 | 681 | "Vụ án quay video clip quảng cáo (Phần cuối)" "Puromobideo Satsuei Jiken (Kōhen)" (プロモビデオ撮影事件(後編))                                                     | 10 tháng 9 năm 2011  | 23 tháng 9 năm 2023       |
| 631 | 682 | "Đồng hồ hoa biết tất cả" "Hana Tokei wa Shitte Ita" (花時計は知っていた)                                                                                          | 17 tháng 9 năm 2011  | 24 tháng 9 năm 2023       |
| 632 | 683 | "Thanh kiếm của người bảo vệ thời gian (Phần đầu)" "Toki no Bannin no Yaiba (Zenpen)" (時の番人の刃(前編))                                                         | 1 tháng 10 năm 2011  | 26 tháng 9 năm 2023       |
| 633 | 684 | "Thanh kiếm của người bảo vệ thời gian (Phần cuối)" "Toki no Bannin no Yaiba (Kōhen)" (時の番人の刃(後編))                                                         | 8 tháng 10 năm 2011  | 28 tháng 9 năm 2023       |
| 634 | 685 | "Hiện trường vụ án cửa hàng siêu hẹp" "Hankou Genba wa Geki Sema Ten" (犯行現場は激セマ店)                                                                         | 15 tháng 10 năm 2011 | 30 tháng 9 năm 2023       |
| 635 | 686 | "Hãy coi chừng ăn kiêng" "Daietto ni Goyoujin" (ダイエットにご用心)                                                                                                | 5 tháng 11 năm 2011  | 1 tháng 10 năm 2023       |
| 636 | 687 | "Vụ án trường học hữu ích nhất thế giới (Phần đầu)" "Sekaiichi Uketai Jugyō Jiken (Zenpen)" (世界一受けたい授業事件(前編))                                         | 12 tháng 11 năm 2011 | 3 tháng 10 năm 2023       |
| 637 | 688 | "Vụ án trường học hữu ích nhất thế giới (Phần cuối)" "Sekaiichi Uketai Jugyō Jiken (Kōhen)" (世界一受けたい授業事件(後編))                                         | 19 tháng 11 năm 2011 | 5 tháng 10 năm 2023       |
| 638 | 689 | "Giải mã bí ẩn trong lâu đài lá đỏ (Phần đầu)" "Momiji Goten de Nazo o Toku (Zenpen)" (紅葉御殿で謎を解く(前編))                                                   | 26 tháng 11 năm 2011 | 7 tháng 10 năm 2023       |
| 639 | 690 | "Giải mã bí ẩn trong lâu đài lá đỏ (Phần cuối)" "Momiji Goten de Nazo o Toku (Kōhen)" (紅葉御殿で謎を解く(後編))                                                   | 3 tháng 12 năm 2011  | 8 tháng 10 năm 2023       |
| 640 | 691 | "Hành trình ký ức của 8 bức phác họa (Phần Okayama)" "Hachimai no Sukecchi Kioku no Tabi (Okayama hen)" (8枚のスケッチ記憶の旅(岡山編))                            | 10 tháng 12 năm 2011 | 10 tháng 10 năm 2023      |
| 641 | 692 | "Hành trình ký ức của 8 bức phác họa (Phần Kurashiki)" "Hachimai no Sukecchi Kioku no Tabi (Kurashiki hen)" (8枚のスケッチ記憶の旅(倉敷編))                        | 17 tháng 12 năm 2011 | 12 tháng 10 năm 2023      |

### Năm 2012
| #   | #VN     | Tên tập phim | Ngày phát sóng gốc   | Ngày phát sóng tiếng Việt                                  |
| --- | ------- | --- | -------------------- | ---------------------------------------------------------- |
| 642 | 693     | "Trò Karuta ngàn cân treo sợi tóc (Phần đầu)" "Karuta-tori Kikiippatsu (Zenpen)" (カルタ取り危機一髪(前編))                                  | 7 tháng 1 năm 2012   | 14 tháng 10 năm 2023                                       |
| 643 | 694     | "Trò Karuta ngàn cân treo sợi tóc (Phần cuối)" "Karuta-tori Kikiippatsu (Kōhen)" (カルタ取り危機一髪(後編))                                  | 14 tháng 1 năm 2012  | 15 tháng 10 năm 2023                                       |
| 644 | 695     | "Món Ramen ngon chết người (Phần đầu)" "Shinu Hodo Umai Rāmen (Zenpen)" (死ぬほど美味しいラーメン(前編))                                     | 4 tháng 2 năm 2012   | 17 tháng 10 năm 2023                                       |
| 645 | 696     | "Món Ramen ngon chết người (Phần cuối)" "Shinu Hodo Umai Rāmen (Kōhen)" (死ぬほど美味しいラーメン(後編))                                     | 11 tháng 2 năm 2012  | 19 tháng 10 năm 2023                                       |
| 646 | 697     | "Tranh tài suy luận trong khách sạn bị ma ám (Phần đầu)" "Yūrei Hoteru no Suiri Taiketsu (Zenpen)" (幽霊ホテルの推理対決(前編))              | 18 tháng 2 năm 2012  | 21 tháng 10 năm 2023                                       |
| 647 | 698     | "Tranh tài suy luận trong khách sạn bị ma ám (Phần cuối)" "Yūrei Hoteru no Suiri Taiketsu (Kōhen)" (幽霊ホテルの推理対決(後編))              | 25 tháng 2 năm 2012  | 22 tháng 10 năm 2023                                       |
| 648 | 699     | "Văn phòng thám tử bị bao vây (Bùng nổ)" "Tantei Jimusho Rōjō Jiken (Boppatsu)" (探偵事務所籠城事件(勃発))                                   | 3 tháng 3 năm 2012   | 24 tháng 10 năm 2023                                       |
| 649 | 700     | "Văn phòng thám tử bị bao vây (Bắn tỉa)" "Tantei Jimusho Rōjō Jiken (Sogeki)" (探偵事務所籠城事件(狙撃))                                     | 10 tháng 3 năm 2012  | 26 tháng 10 năm 2023                                       |
| 650 | 701     | "Văn phòng thám tử bị bao vây (Phóng thích)" "Tantei Jimusho Rōjō Jiken (Kaihō)" (探偵事務所籠城事件(解放))                                  | 17 tháng 3 năm 2012  | 28 tháng 10 năm 2023                                       |
| 651 | 702–703 | "Conan đối đầu Heiji – Thám tử Đông Tây tranh tài suy luận1 tiếng" "Conan vs Heiji Tōzai Tantei Suiri Shōbu" (コナンvs平次 東西探偵推理勝負) | 24 tháng 3 năm 2012  | 29 tháng 10, 2023 (Phần đầu) 31 tháng 10, 2023 (Phần cuối) |
| 652 | 704     | "Thiết kế của chất độc và ảo ảnh (EYE)" "Doku to Maboroshi no Dezain (Eye)" (毒と幻のデザイン(Eye))                                          | 21 tháng 4 năm 2012  | 2 tháng 11 năm 2023                                        |
| 653 | 705     | "Thiết kế của chất độc và ảo ảnh (S)" "Doku to Maboroshi no Dezain (S)" (毒と幻のデザイン(S))                                                | 28 tháng 4 năm 2012  | 4 tháng 11 năm 2023                                        |
| 654 | 706     | "Thiết kế của chất độc và ảo ảnh (Chất độc)" "Doku to Maboroshi no Dezain (Poison)" (毒と幻のデザイン(Poison))                               | 5 tháng 5 năm 2012   | 5 tháng 11 năm 2023                                        |
| 655 | 707     | "Thiết kế của chất độc và ảo ảnh (Ảo ảnh)" "Doku to Maboroshi no Dezain (Illusion)" (毒と幻のデザイン(Illusion))                             | 12 tháng 5 năm 2012  | 7 tháng 11 năm 2023                                        |
| 656 | 708     | "Đoạn clip trên mạng của Tiến sĩ (Phần đầu)" "Hakase no Douga Saito (Zenpen)" (博士の動画サイト(前編))                                       | 19 tháng 5 năm 2012  | 9 tháng 11 năm 2023                                        |
| 657 | 709     | "Đoạn clip trên mạng của Tiến sĩ (Phần cuối)" "Hakase no Douga Saito (Kōhen)" (博士の動画サイト(後編))                                       | 26 tháng 5 năm 2012  | 11 tháng 11 năm 2023                                       |
| 658 | 710     | "Ngọn lửa hận thù socola" "Shokora no Atsui Wana" (ショコラの熱い罠)                                                                         | 2 tháng 6 năm 2012   | 12 tháng 11 năm 2023                                       |
| 659 | 711     | "Phá án cùng mối tình đầu (Phần đầu)" "Hatsukoi no Kyōdō Sōsa (Zenpen)" (初恋の共同捜査(前編))                                               | 9 tháng 6 năm 2012   | 14 tháng 11 năm 2023                                       |
| 660 | 712     | "Phá án cùng mối tình đầu (Phần cuối)" "Hatsukoi no Kyōdō Sōsa (Kōhen)" (初恋の共同捜査(後編))                                               | 16 tháng 6 năm 2012  | 16 tháng 11 năm 2023                                       |
| 661 | 713     | "Cậu Kogoro là một người tốt (Phần đầu)" "Kogorō-san wa Ii Hito (Zenpen)" (小五郎さんはいい人(前編))                                         | 23 tháng 6 năm 2012  | 18 tháng 11 năm 2023                                       |
| 662 | 714     | "Cậu Kogoro là một người tốt (Phần cuối)" "Kogorō-san wa Ii Hito (Kōhen)" (小五郎さんはいい人(後編))                                         | 30 tháng 6 năm 2012  | 19 tháng 11 năm 2023                                       |
| 663 | 715     | "Săn lùng bọ vừng Miyama" "Miyamakuwagata o Oe" (ミヤマクワガタを追え)                                                                       | 7 tháng 7 năm 2012   | 21 tháng 11 năm 2023                                       |
| 664 | 716     | "Chiến công vĩ đại thứ 2 của chú chó Coeur" "Meiken Kūru no o Tegara 2" (名犬クールのお手柄２)                                               | 14 tháng 7 năm 2012  | 23 tháng 11 năm 2023                                       |
| 665 | 717     | "Vụ án với chữ K đáng ngờ" "Giwaku no Inisharu K" (疑惑のイニシャルＫ)                                                                       | 21 tháng 7 năm 2012  | 25 tháng 11 năm 2023                                       |
| 666 | 718     | "Kẻ đe dọa trong đêm mưa" "Ame no Yoru no Kyōhaku-sha" (雨の夜の脅迫者)                                                                      | 28 tháng 7 năm 2012  | 26 tháng 11 năm 2023                                       |
| 667 | 719     | "Đêm trước ngày cưới (Phần đầu)" "Uedingu Ivu (Zenpen)" (ウエディング・イヴ (前編))                                                          | 1 tháng 9 năm 2012   | 28 tháng 11 năm 2023                                       |
| 668 | 720     | "Đêm trước ngày cưới (Phần cuối)" "Uedingu Ivu (Kōhen)" (ウエディング・イヴ (後編))                                                          | 8 tháng 9 năm 2012   | 30 tháng 11 năm 2023                                       |
| 669 | 721     | "Kho báu trong tòa tháp bóng tối (Phần đầu)" "Kurayami Tō no Hihō (Zenpen)" (くらやみ塔の秘宝 (前編))                                        | 15 tháng 9 năm 2012  | 2 tháng 12 năm 2023                                        |
| 670 | 722     | "Kho báu trong tòa tháp bóng tối (Phần cuối)" "Kurayami Tō no Hihō (Kōhen)" (くらやみ塔の秘宝 (後編))                                        | 22 tháng 9 năm 2012  | 3 tháng 12 năm 2023                                        |
| 671 | 723     | "Dạ khúc của các thám tử (Vụ án)" "Tantei-tachi no Yasōkyoku (Jiken)" (探偵たちの夜想曲 (事件))                                              | 6 tháng 10 năm 2012  | 5 tháng 12 năm 2023                                        |
| 672 | 724     | "Dạ khúc của các thám tử (Bắt cóc)" "Tantei-tachi no Yasōkyoku (Yūkan)" (探偵たちの夜想曲 (誘拐))                                            | 13 tháng 10 năm 2012 | 7 tháng 12 năm 2023                                        |
| 673 | 725     | "Dạ khúc của các thám tử (Phá án)" "Tantei-tachi no Yasōkyoku (Suiri)" (探偵たちの夜想曲 (推理))                                             | 20 tháng 10 năm 2012 | 9 tháng 12 năm 2023                                        |
| 674 | 726     | "Dạ khúc của các thám tử (Bourbon)" "Tantei-tachi no Yasōkyoku (Bābon)" (探偵たちの夜想曲 (バーボン))                                        | 27 tháng 10 năm 2012 | 10 tháng 12 năm 2023                                       |
| 675 | 727     | "1 milimet cũng không nhường (Phần đầu)" "1 Miri mo Yurusanai (Zenpen)" (1ミリも許さない (前編))                                             | 10 tháng 11 năm 2012 | 12 tháng 12 năm 2023                                       |
| 676 | 728     | "1 milimet cũng không nhường (Phần cuối)" "1 Miri mo Yurusanai (Kōhen)" (1ミリも許さない (後編))                                             | 17 tháng 11 năm 2012 | 14 tháng 12 năm 2023                                       |
| 677 | 729     | "Bãi biển không có dấu chân" "Ashiato ga Nai Sunahama" (足跡がない砂浜)                                                                      | 24 tháng 11 năm 2012 | 16 tháng 12 năm 2023                                       |
| 678 | 730     | "Sân khấu kịch trinh thám Nagasaki (Cuối thời Mạc Phủ)" "Nagasaki Misuterī Gekijō (Bakumatsu-hen)" (長崎ミステリー劇場（幕末篇）)            | 1 tháng 12 năm 2012  | 17 tháng 12 năm 2023                                       |
| 679 | 731     | "Sân khấu kịch trinh thám Nagasaki (Thời hiện đại)" "Nagasaki Misuterī Gekijō (Gendai-hen)" (長崎ミステリー劇場（現代篇）)                   | 8 tháng 12 năm 2012  | 19 tháng 12 năm 2023                                       |
| 680 | 732     | "Khúc tùy hứng của xương rồng" "Saboten Kyou Sou Kyoku" (サボテン狂騒曲)                                                                     | 15 tháng 12 năm 2012 | 21 tháng 12 năm 2023                                       |

### Năm 2013
| #   | #VN | Tên tập phim | Ngày phát sóng gốc   | Ngày phát sóng tiếng Việt |
| --- | --- | --- | -------------------- | ------------------------- |
| 681 | 733 | "Tin tức về màn treo sự sống của tình yêu (Bắt đầu phát sóng)" "Inochi wo Kaketa Ren'ai Chuukei (Chuukei Kaishi)" (命を賭けた恋愛中継(中継開始))    | 5 tháng 1 năm 2013   | 23 tháng 12 năm 2023      |
| 682 | 734 | "Tin tức về màn treo sự sống của tình yêu (Tình thế tuyệt vọng)" "Inochi wo Kaketa Ren'ai Chuukei (Zettai Zetsumei)" (命を賭けた恋愛中継(絶体絶命)) | 12 tháng 1 năm 2013  | 24 tháng 12 năm 2023      |
| 683 | 735 | "Tin tức về màn treo sự sống của tình yêu (Xâm nhập hiện trường)" "Inochi wo Kaketa Ren'ai Chuukei (Genba Totsunyū)" (命を賭けた恋愛中継(現場突入)) | 19 tháng 1 năm 2013  | 26 tháng 12 năm 2023      |
| 684 | 736 | "Bọt bia, hơi nóng và khói thuốc (Phần đầu)" "Awa to Yuge to Kemuri (Zenpen)" (泡と湯気と煙(前編))                                                  | 26 tháng 1 năm 2013  | 28 tháng 12 năm 2023      |
| 685 | 737 | "Bọt bia, hơi nóng và khói thuốc (Phần cuối)" "Awa to Yuge to Kemuri (Kōhen)" (泡と湯気と煙(後編))                                                  | 2 tháng 2 năm 2013   | 30 tháng 12 năm 2023      |
| 686 | 738 | "Chiếc xe chứa bom hẹn giờ" "Jigen Bakudan o Noseta Kuruma" (時限爆弾を乗せた車)                                                                    | 9 tháng 2 năm 2013   | 31 tháng 12 năm 2023      |
| 687 | 739 | "Cạm bẫy băng giá không ai phá giải được" "Dare mo tokenai Kōri no Wana" (誰もとけない氷の罠)                                                       | 16 tháng 2 năm 2013  | 2 tháng 1 năm 2024        |
| 688 | 740 | "Trung sĩ Takagi nhặt được 30 triệu yên" "Takagi-keiji 3000 Man-en Hirou" (高木刑事3000万円拾う)                                                    | 23 tháng 2 năm 2013  | 4 tháng 1 năm 2024        |
| 689 | 741 | "Lời nhắn gửi của người ủy thác" "Iraijin Kara no Messēji" (依頼人からのメッセージ)                                                                 | 2 tháng 3 năm 2013   | 6 tháng 1 năm 2024        |
| 690 | 742 | "Vụ án không có lời giải của ông Kudo Yusaku (Phần đầu)" "Kudō Yūsaku no Mikaiketsujiken (Zenpen)" (工藤優作の未解決事件(前編))                     | 9 tháng 3 năm 2013   | 7 tháng 1 năm 2024        |
| 691 | 743 | "Vụ án không có lời giải của ông Kudo Yusaku (Phần cuối)" "Kudō Yūsaku no Mikaiketsujiken (Kōhen)" (工藤優作の未解決事件(後編))                     | 16 tháng 3 năm 2013  | 9 tháng 1 năm 2024        |
| 692 | 744 | "Tuyến đường ngắm hoa đêm trên sông Sumida (Phần đầu)" "Sumidagawa Yozakura Rūto (Zenpen)" (隅田川夜桜ルート(前編))                                 | 23 tháng 3 năm 2013  | 11 tháng 1 năm 2024       |
| 693 | 745 | "Tuyến đường ngắm hoa đêm trên sông Sumida (Phần cuối)" "Sumidagawa Yozakura Rūto (Kōhen)" (隅田川夜桜ルート(後編))                                 | 30 tháng 3 năm 2013  | 13 tháng 1 năm 2024       |
| 694 | 746 | "Bánh kẹo biến mất trong cửa tiệm truyền thống" "Kieta Shinise no Wagashi" (消えた老舗の和菓子)                                                     | 20 tháng 4 năm 2013  | 14 tháng 1 năm 2024       |
| 695 | 747 | "Những đóa hoa hồng mọc giữa vườn nho" "Budō Hata ni Bara no Hana" (葡萄畑に薔薇の花)                                                               | 27 tháng 4 năm 2013  | 16 tháng 1 năm 2024       |
| 696 | 748 | "Âm mưu phá hoại bồn hoa" "Kadan Arashi no Inbō" (花壇あらしの陰謀)                                                                                 | 4 tháng 5 năm 2013   | 18 tháng 1 năm 2024       |
| 697 | 749 | "Cửa sổ học viện nữ sinh" "Onna Gakuen no Mado" (女学園の窓)                                                                                        | 11 tháng 5 năm 2013  | 20 tháng 1 năm 2024       |
| 698 | 750 | "Thật khó tin! Vụ án UFO bị rơi" "Masaka! Yūfō Tsuiraku Jiken" (まさか! UFO墜落事件)                                                                | 18 tháng 5 năm 2013  | 21 tháng 1 năm 2024       |
| 699 | 751 | "Bóng đen tiếp cận bí mật của Haibara (Phần đầu)" "Haibara no himitsu ni semaru kage (Zenpen)" (灰原の秘密に迫る影(前編))                           | 8 tháng 6 năm 2013   | 23 tháng 1 năm 2024       |
| 700 | 752 | "Bóng đen tiếp cận bí mật của Haibara (Phần cuối)" "Haibara no himitsu ni semaru kage (Kōhen)" (灰原の秘密に迫る影(後編))                           | 15 tháng 6 năm 2013  | 25 tháng 1 năm 2024       |
| 701 | 753 | "Chuyến tàu tốc hành bí ẩn (Khởi hành)" "Shikkoku no Misuterītorein (Hassha)" (漆黒の特急 (発車))                                                   | 13 tháng 7 năm 2013  | 27 tháng 1 năm 2024       |
| 702 | 754 | "Chuyến tàu tốc hành bí ẩn (Đường hầm)" "Shikkoku no Misuterītorein (Zuidō)" (漆黒の特急 (隧道))                                                    | 20 tháng 7 năm 2013  | 28 tháng 1 năm 2024       |
| 703 | 755 | "Chuyến tàu tốc hành bí ẩn (Giao lộ)" "Shikkoku no Misuterītorein (Kōsa)" (漆黒の特急 (交差))                                                       | 27 tháng 7 năm 2013  | 30 tháng 1 năm 2024       |
| 704 | 756 | "Chuyến tàu tốc hành bí ẩn (Trạm cuối)" "Shikkoku no Misuterītorein (Shūten)" (漆黒の特急 (終点))                                                   | 3 tháng 8 năm 2013   | 1 tháng 2 năm 2024        |
| 705 | 757 | "Conan trong căn phòng khóa kín" "Misshitsu ni Iru Conan" (密室にいるコナン)                                                                        | 10 tháng 8 năm 2013  | 3 tháng 2 năm 2024        |
| 706 | 758 | "Bourbon suy tính" "Nazotoki Suru Bābon" (謎解きするバーボン)                                                                                       | 17 tháng 8 năm 2013  | 4 tháng 2 năm 2024        |
| 707 | 759 | "Thám tử lừng danh bị vu oan" "Hamerareta Meitantei" (はめられた名探偵)                                                                             | 31 tháng 8 năm 2013  | 6 tháng 2 năm 2024        |
| 708 | 760 | "Người đàn ông rơi từ từ xuống" "Yukkuri Ochita Otoko" (ゆっくり落ちた男)                                                                           | 7 tháng 9 năm 2013   | 8 tháng 2 năm 2024        |
| 709 | 761 | "Vụ án gây sốc chưa được kiểm chứng" "Mi Kakunin Shōgeki Jiken" (未確認衝撃事件)                                                                    | 14 tháng 9 năm 2013  | 10 tháng 2 năm 2024       |
| 710 | 762 | "Mọi người đều chứng kiến (Phần đầu)" "Min'na ga Mite Ita (Zenpen)" (みんなが見ていた (前編))                                                       | 21 tháng 9 năm 2013  | 11 tháng 2 năm 2024       |
| 711 | 763 | "Mọi người đều chứng kiến (Phần cuối)" "Min'na ga Mite Ita (Kōhen)" (みんなが見ていた (後編))                                                       | 28 tháng 9 năm 2013  | 13 tháng 2 năm 2024       |
| 712 | 764 | "Hattori Heiji và biệt thự ma cà rồng (Nhất)" "Hattori Heiji to Kyūketsuki Yakata (Ichi)" (服部平次と吸血鬼館(一))                                  | 5 tháng 10 năm 2013  | 15 tháng 2 năm 2024       |
| 713 | 765 | "Hattori Heiji và biệt thự ma cà rồng (Nhị)" "Hattori Heiji to Kyūketsuki Yakata (Ni)" (服部平次と吸血鬼館(二))                                     | 12 tháng 10 năm 2013 | 17 tháng 2 năm 2024       |
| 714 | 766 | "Hattori Heiji và biệt thự ma cà rồng (Tam)" "Hattori Heiji to Kyūketsuki Yakata (San)" (服部平次と吸血鬼館(三))                                    | 19 tháng 10 năm 2013 | 18 tháng 2 năm 2024       |
| 715 | 767 | "Hattori Heiji và biệt thự ma cà rồng (Tứ)" "Hattori Heiji to Kyūketsuki Yakata (Yon)" (服部平次と吸血鬼館(四))                                     | 26 tháng 10 năm 2013 | 20 tháng 2 năm 2024       |
| 716 | 768 | "Bóng ma nhảy múa trong bảo tàng mặt nạ Noh (Phần đầu)" "Nōmen yashiki ni oni ga odoru (zenpen)" (能面屋敷に鬼が踊る（前編）)                       | 2 tháng 11 năm 2013  | 22 tháng 2 năm 2024       |
| 717 | 769 | "Bóng ma nhảy múa trong bảo tàng mặt nạ Noh (Phần cuối)" "Nōmen yashiki ni oni ga odoru (kōhen)" (能面屋敷に鬼が踊る（後編）)                       | 9 tháng 11 năm 2013  | 24 tháng 2 năm 2024       |
| 718 | 770 | "Vòng luân hồi của quỷ dữ" "Akuma no Kairo" (悪魔の回路)                                                                                            | 16 tháng 11 năm 2013 | 25 tháng 2 năm 2024       |
| 719 | 771 | "Sự huyên náo của tấm vé bạch kim" "Purachina Chiketto Sōdō-ki" (プラチナチケット騒動記)                                                            | 23 tháng 11 năm 2013 | 6 tháng 9 năm 2024        |
| 720 | 772 | "Hành trình bí ẩn của lửa và nước (Phần Aso)" "Hi to Mizu no Misuterītsuā (Asopen)" (火と水のミステリーツアー (阿蘇編))                             | 30 tháng 11 năm 2013 | 18 tháng 9 năm 2024       |
| 721 | 773 | "Hành trình bí ẩn của lửa và nước (Phần Kumamoto)" "Hi to Mizu no Misuterītsuā (Kumamotohen)" (火と水のミステリーツアー (熊本編))                   | 7 tháng 12 năm 2013  | 20 tháng 9 năm 2024       |
| 722 | 774 | "Dịch vụ giao hàng ngọt và lạnh (Phần đầu)" "Amaku Tsumetai Takkyūbin (Zenpen)" (甘く冷たい宅急便 (前編))                                           | 14 tháng 12 năm 2013 | 21 tháng 9 năm 2024       |
| 723 | 775 | "Dịch vụ giao hàng ngọt và lạnh (Phần cuối)" "Amaku tsumetai takkyūbin(Kōhen)" (甘く冷たい宅急便(後編))                                             | 21 tháng 12 năm 2013 | 22 tháng 9 năm 2024       |

### Năm 2014
| #   | #VN     | Tên tập phim | Ngày phát sóng gốc   | Ngày phát sóng tiếng Việt                                  |
| --- | ------- | --- | -------------------- | ---------------------------------------------------------- |
| 724 | 776     | "Kaito Kid và Xích Diện Nhân Ngư (Phần đầu)" "Kaito kiddo to sekimen no ningyo (Zenpen)" (怪盗キッドと赤面の人魚 (前編))                     | 4 tháng 1 năm 2014   | 23 tháng 9 năm 2024                                        |
| 725 | 777     | "Kaito Kid và Xích Diện Nhân Ngư (Phần cuối)" "Kaito kiddo to sekimen no ningyo (Kōhen)" (怪盗キッドと赤面の人魚 (後編))                     | 11 tháng 1 năm 2014  | 25 tháng 9 năm 2024                                        |
| 726 | 778     | "Tin nhắn hạnh phúc mang lại bất hạnh" "Shiawase Mail wa Fukō o Yobu" (幸福メールは不幸を呼ぶ)                                               | 18 tháng 1 năm 2014  | 27 tháng 9 năm 2024                                        |
| 727 | 779     | "Rương kho báu đựng đầy trái cây (Phần đầu)" "Kajitsuka Tsumatta Takarabako (Zenpen)" (果実か詰まった宝箱 (前編))                            | 25 tháng 1 năm 2014  | 28 tháng 9 năm 2024                                        |
| 728 | 780     | "Rương kho báu đựng đầy trái cây (Phần cuối)" "Kajitsuka Tsumatta Takarabako (Kōhen)" (果実か詰まった宝箱 (後編))                            | 1 tháng 2 năm 2014   | 29 tháng 9 năm 2024                                        |
| 729 | 781     | "Kim cương, bức họa và nữ diễn viên nổi tiếng" "Daiya to Kaiga to Dai Joyū" (ダイヤと絵画と大女優)                                           | 8 tháng 2 năm 2014   | 1 tháng 10 năm 2024                                        |
| 730 | 782     | "Mô hình quá hoàn hảo" "Kanpeki Sugita Figyua" (完璧すぎたフィギュア)                                                                        | 22 tháng 2 năm 2014  | 3 tháng 10 năm 2024                                        |
| 731 | 783     | "Hiện trường án mạng tại nhà hàng xóm bạn trai cũ (Phần đầu)" "Genba no Rinjin wa Moto Kare (Zenpen)" (現場の隣人は元カレ (前編))            | 1 tháng 3 năm 2014   | 5 tháng 10 năm 2024                                        |
| 732 | 784     | "Hiện trường án mạng tại nhà hàng xóm bạn trai cũ (Phần cuối)" "Genba no Rinjin wa Moto Kare (Kōhen)" (現場の隣人は元カレ (後編))            | 8 tháng 3 năm 2014   | 6 tháng 10 năm 2024                                        |
| 733 | 785     | "Bữa tiệc sau hôn lễ và 2 phát súng" "Hirōen to Futatsu no Jūsei" (披露宴と二つの銃声)                                                       | 22 tháng 3 năm 2014  | 8 tháng 10 năm 2024                                        |
| 734 | 786–787 | "Hồi ức của Jodie và bẫy lễ hội ngắm hoa anh đào 1 tiếng" "Jodie no Tsuioku to Ohanami no Wana" (ジョディの追憶とお花見の罠)                 | 29 tháng 3 năm 2014  | 10 tháng 10, 2024 (Phần đầu) 12 tháng 10, 2024 (Phần cuối) |
| 735 | 788     | "Tấm thiệp mời đính kèm mật mã" "Angō-tsuki no Jōtaijō" (暗号付きの招待状)                                                                   | 19 tháng 4 năm 2014  | 13 tháng 10 năm 2024                                       |
| 736 | 789     | "Bí ẩn về bức tượng Mori Kogoro" "Mōri Kogorō-zō no Himitsu" (毛利小五郎像の秘密)                                                            | 26 tháng 4 năm 2014  | 15 tháng 10 năm 2024                                       |
| 737 | 790     | "Con đường đi dạo đáng ngờ" "Giwaku no Sanpomichi" (疑惑の散歩道)                                                                            | 3 tháng 5 năm 2014   | 17 tháng 10 năm 2024                                       |
| 738 | 791     | "Kogoro trong quán Bar (Phần đầu)" "Kogorō wa BAR ni iru (Zenpen)" (小五郎はBARにいる (前編))                                                | 10 tháng 5 năm 2014  | 19 tháng 10 năm 2024                                       |
| 739 | 792     | "Kogoro trong quán Bar (Phần cuối)" "Kogorō wa BAR ni iru (Kōhen)" (小五郎はBARにいる (後編))                                                | 17 tháng 5 năm 2014  | 20 tháng 10 năm 2024                                       |
| 740 | 793     | "Ran cũng bất tỉnh trong phòng tắm (Phần đầu)" "Ran mo Taoreta Basurūmu (Zenpen)" (蘭も倒れたバスルーム (前編))                              | 31 tháng 5 năm 2014  | 22 tháng 10 năm 2024                                       |
| 741 | 794     | "Ran cũng bất tỉnh trong nhà tắm (Phần cuối)" "Ran mo Taoreta Basurūmu (Kōhen)" (蘭も倒れたバスルーム (後編))                                | 7 tháng 6 năm 2014   | 24 tháng 10 năm 2024                                       |
| 742 | 795     | "Lời hứa hẹn với tuyển thủ J-League" "J Rīgā to no Yakusoku" (Jリーガーとの約束)                                                             | 14 tháng 6 năm 2014  | 26 tháng 10 năm 2024                                       |
| 743 | 796     | "2 vụ thành công trùng hợp một cách ngẫu nhiên" "Gūzen wa ni Tabikasanaru" (偶然は二度重なる)                                                | 21 tháng 6 năm 2014  | 27 tháng 10 năm 2024                                       |
| 744 | 797     | "Nghi phạm lần này chính là Kyogoku Makoto (Phần đầu)" "Yōgisha ka Kyōgoku Makoto (zenpen)" (容疑者か京極真（前編）)                         | 28 tháng 6 năm 2014  | 29 tháng 10 năm 2024                                       |
| 745 | 798     | "Nghi phạm lần này chính là Kyogoku Makoto (Phần cuối)" "Yōgisha ka Kyōgoku Makoto (kōhen)" (容疑者か京極真（後編）)                         | 5 tháng 7 năm 2015   | 31 tháng 10 năm 2024                                       |
| 746 | 799     | "Kaito Kid VS Kyogoku Makoto (Phần đầu)" "Kaitō Kiddo VS Kyōgoku Makoto (zenpen)" (怪盗キッドVS 京極真（前編）)                              | 19 tháng 7 năm 2014  | 2 tháng 11 năm 2024                                        |
| 747 | 800     | "Kaito Kid VS Kyogoku Makoto (Phần cuối)" "Kaitō Kiddo VS Kyōgoku Makoto (kōhen)" (怪盗キッドVS 京極真（後編）)                              | 26 tháng 7 năm 2014  | 3 tháng 11 năm 2024                                        |
| 748 | 801     | "Câu chuyện tình yêu ở trụ sở cảnh sát (Lời thú nhận)" "Honchō no Keiji Koi Monogatari (kokuhaku)" (本庁の刑事恋物語（告白）)                | 2 tháng 8 năm 2014   | 5 tháng 11 năm 2024                                        |
| 749 | 802     | "Câu chuyện tình yêu ở trụ sở cảnh sát (Chân tướng)" "Honchō no Keiji Koi Monogatari (shinsō)" (本庁の刑事恋物語（真相）)                    | 9 tháng 8 năm 2014   | 7 tháng 11 năm 2024                                        |
| 750 | 803     | "Người đàn ông bị biển cả phản bội" "Umi ni Uragirareta Otoko" (海に裏切られた男)                                                            | 6 tháng 9 năm 2014   | 9 tháng 11 năm 2024                                        |
| 751 | 804     | "Vụ án mèo tam thể chiêu tài (Phần đầu)" "Maneki Mikeneko no Jiken (zenpen)" (招き三毛猫の事件（前編）)                                      | 20 tháng 9 năm 2014  | 10 tháng 11 năm 2024                                       |
| 752 | 805     | "Vụ án mèo tam thể chiêu tài (Phần cuối)" "Maneki Mikeneko no Jiken (kōhen)" (招き三毛猫の事件（後編）)                                      | 27 tháng 9 năm 2014  | 12 tháng 11 năm 2024                                       |
| 753 | 806     | "Điểm mù trong ngôi nhà trọ chung" "Shea Hausu no Shikaku" (シェアハウスの死角)                                                              | 4 tháng 10 năm 2014  | 14 tháng 11 năm 2024                                       |
| 754 | 807     | "Bi kịch của ma nữ màu đỏ (Hơi nước)" "Akai Onna no Sangeki (Yukemuri)" (赤い女の惨劇（湯煙）)                                               | 11 tháng 10 năm 2014 | 16 tháng 11 năm 2024                                       |
| 755 | 808     | "Bi kịch của ma nữ màu đỏ (Ác linh)" "Akai Onna no Sangeki (Akurei)" (赤い女の惨劇（悪霊）)                                                  | 18 tháng 10 năm 2014 | 17 tháng 11 năm 2024                                       |
| 756 | 809     | "Bi kịch của ma nữ màu đỏ (Trả thù)" "Akai Onna no Sangeki (Fukushū)" (赤い女の惨劇（復讐）)                                                 | 25 tháng 10 năm 2014 | 18 tháng 11 năm 2024                                       |
| 757 | 810     | "Diễn viên hài tự thú (Phần đầu)" "Jishu Shita Owarai Geinin (Zenpen)" (自首したお笑い芸人 (前編))                                           | 1 tháng 11 năm 2014  | 20 tháng 11 năm 2024                                       |
| 758 | 811     | "Diễn viên hài tự thú (Phần cuối)" "Jishu Shita Owarai Geinin (Kōhen)" (自首したお笑い芸人 (後編))                                           | 8 tháng 11 năm 2014  | 22 tháng 11 năm 2024                                       |
| 759 | 812     | "Kết cục bất ngờ của cuốn tiểu thuyết lãng mạn (Phần đầu)" "Igai na Kekka no Ren'ai Shōsetsu (Zenpen)" (意外な結果の恋愛小説（前編）)        | 22 tháng 11 năm 2014 | 23 tháng 11 năm 2024                                       |
| 760 | 813     | "Kết cục bất ngờ của cuốn tiểu thuyết lãng mạn (Phần cuối)" "Igai na Kekka no Ren'ai Shōsetsu (Kōhen)" (意外な結果の恋愛小説（後編）)        | 29 tháng 11 năm 2014 | 24 tháng 11 năm 2024                                       |
| 761 | 814     | "Hành trình bí ẩn Kaga Hyakumangoku (Kanazawa)" "Kaga Hyakumangoku Misuterītsuā (Kanazawa-hen)" (加賀百万石ミステリーツアー(金沢編))         | 6 tháng 12 năm 2014  | 25 tháng 11 năm 2024                                       |
| 762 | 815     | "Hành trình bí ẩn Kaga Hyakumangoku (Suối nước nóng Kaga)" "Kaga Hyakumangoku Misuterītsuā (Kaga-hen)" (加賀百万石ミステリーツアー (加賀編)) | 13 tháng 12 năm 2014 | 27 tháng 11 năm 2024                                       |

### Năm 2015
| #   | #VN | Tên tập phim | Ngày phát sóng gốc   | Ngày phát sóng tiếng Việt |
| --- | --- | --- | -------------------- | ------------------------- |
| 763 | 816 | "Conan và Heiji - Mật mã tình yêu (Phần đầu)" "Conan to Heiji Koi no Angō (Kōhen)" (コナンと平次 恋の暗号（後編）)                        | 10 tháng 1 năm 2015  | 29 tháng 11 năm 2024      |
| 764 | 817 | "Conan và Heiji - Mật mã tình yêu (Phần cuối)" "Conan to Heiji Koi no Angō (Kōhen)" (コナンと平次 恋の暗号（後編）)                       | 17 tháng 1 năm 2015  | 30 tháng 11 năm 2024      |
| 765 | 818 | "Vụ án thả diều bên bờ sông Teimuzu (Phần đầu)" "Teimuzu-gawa Takoage Jiken (Zenpen)" (堤無津川凧揚げ事件(前編))                          | 24 tháng 1 năm 2015  | 1 tháng 12 năm 2024       |
| 766 | 819 | "Vụ án thả diều bên bờ sông Teimuzu (Phần cuối)" "Teimuzu-gawa Takoage Jiken (Kōhen)" (堤無津川凧揚げ事件(後編))                          | 31 tháng 1 năm 2015  | 2 tháng 12 năm 2024       |
| 767 | 820 | "Người yêu biến mất trong cơn bão tuyết" "Fubuki ni Kieta Koibito" (吹雪に消えた恋人)                                                     | 7 tháng 2 năm 2015   | 3 tháng 12 năm 2024       |
| 768 | 821 | "Vụ án Haibara bị giam cầm" "Haibara Ai Kankin Jiken" (灰原哀監禁事件)                                                                    | 21 tháng 2 năm 2015  | 4 tháng 12 năm 2024       |
| 769 | 822 | "Bệnh nhân cấp cứu phiền phức" "Mendōna Kyūkyū Kanja" (面倒な救急患者)                                                                    | 28 tháng 2 năm 2015  | 5 tháng 12 năm 2024       |
| 770 | 823 | "Tiệc trà ngượng ngùng của 4 bà cô (Phần đầu)" "Gisugisu Shita Ochakai (Zenpen)" (ギスギスしたお茶会 (前編))                              | 7 tháng 3 năm 2015   | 6 tháng 12 năm 2024       |
| 771 | 824 | "Tiệc trà ngượng ngùng của 4 bà cô (Phần cuối)" "Gisugisu Shita Ochakai (Kōhen)" (ギスギスしたお茶会(後編))                               | 14 tháng 3 năm 2015  | 7 tháng 12 năm 2024       |
| 772 | 825 | "Kudo Shinichi và án mạng tại thủy cung (Phần đầu)" "Kudō Shin'ichi Suizokukan Jiken (Zenpen)" (工藤新一水族館事件 (前編))                | 21 tháng 3 năm 2015  | 8 tháng 12 năm 2024       |
| 773 | 826 | "Kudo Shinichi và án mạng tại thủy cung (Phần cuối)" "Kudō Shin'ichi Suizokukan Jiken (Kōhen)" (工藤新一水族館事件 (後編))                | 28 tháng 3 năm 2015  | 9 tháng 12 năm 2024       |
| 774 | 827 | ""Tiếng thét" của Munch đã biến mất" "Kieta Munku no Sakebi" (消えたムンクの叫び)                                                         | 18 tháng 4 năm 2015  | 10 tháng 12 năm 2024      |
| 775 | 828 | "Thám tử lừng danh bị điều khiển (Phần đầu)" "Ayatsurareta Meitantei (Zenpen)" (あやつられた名探偵 (前編))                                | 25 tháng 4 năm 2015  | 11 tháng 12 năm 2024      |
| 776 | 829 | "Thám tử lừng danh bị điều khiển (Phần cuối)" "Ayatsurareta Meitantei (Kōhen)" (あやつられた名探偵 (後編))                                | 2 tháng 5 năm 2015   | 12 tháng 12 năm 2024      |
| 777 | 830 | "Đội thám tử nhí và đội thám tử lão thành" "Shōnen Tanteidan VS Rōjin Tanteidan" (少年探偵団VS老人探偵団)                                 | 9 tháng 5 năm 2015   | 13 tháng 12 năm 2024      |
| 778 | 831 | "Thiên thần biến mất trong ảo ảnh" "Wakaokusama ga Kieta Himitsu" (若奥様が消えた秘密)                                                    | 16 tháng 5 năm 2015  | 14 tháng 12 năm 2024      |
| 779 | 832 | "Chương mở đầu rực đỏ" "Hiiro no Joshō" (緋色の序章)                                                                                      | 30 tháng 5 năm 2015  | 15 tháng 12 năm 2024      |
| 780 | 833 | "Truy đuổi màu đỏ" "Hiiro no Tsuikyū" (緋色の追求)                                                                                        | 6 tháng 6 năm 2015   | 16 tháng 12 năm 2024      |
| 781 | 834 | "Sự đan xen rực đỏ" "Hiiro no Kōsaku" (緋色の交錯)                                                                                        | 13 tháng 6 năm 2015  | 17 tháng 12 năm 2024      |
| 782 | 835 | "Sự trở lại rực đỏ" "Hiiro no Kikan" (緋色の帰還)                                                                                         | 20 tháng 6 năm 2015  | 18 tháng 12 năm 2024      |
| 783 | 836 | "Chân tướng rực đỏ" "Hiiro no Shinsō" (緋色の真相)                                                                                        | 27 tháng 6 năm 2015  | 19 tháng 12 năm 2024      |
| 784 | 837 | "Chào mừng tới câu lạc bộ Orihime" "Orihime Kurabu e Yōkoso" (織り姫クラブへようこそ)                                                     | 11 tháng 7 năm 2015  | 20 tháng 12 năm 2024      |
| 785 | 838 | "Trận đấu tình yêu của danh nhân Taiko (Phần đầu)" "Taikō Koisuru Meijin-sen (zenpen)" (太閤恋する名人戦（前編）)                         | 18 tháng 7 năm 2015  | 21 tháng 12 năm 2024      |
| 786 | 839 | "Trận đấu tình yêu của danh nhân Taiko (Phần cuối)" "Taikō Koisuru Meijin-sen (kōhen)" (太閤恋する名人戦（後編）)                         | 25 tháng 7 năm 2015  | 22 tháng 12 năm 2024      |
| 787 | 840 | "Bí ẩn chìm dưới hồ bơi giữa mùa hè (Phần đầu)" "Manatsu no Pūru ni Shizumu Nazo (Zenpen)" (真夏のプールに沈む謎（前編）)                 | 1 tháng 8 năm 2015   | 23 tháng 12 năm 2024      |
| 788 | 841 | "Bí ẩn chìm dưới hồ bơi giữa mùa hè (Phần cuối)" "Manatsu no Pūru ni Shizumu Nazo (Kōhen)" (真夏のプールに沈む謎（後編）)                 | 8 tháng 8 năm 2015   | 24 tháng 12 năm 2024      |
| 789 | 842 | "Lời dự báo thời tiết của nữ hoàng" "Joō-sama no Tenkiyohō" (女王様の天気予報)                                                            | 15 tháng 8 năm 2015  | 25 tháng 12 năm 2024      |
| 790 | 843 | "Linh vật Bekapon chảy máu" "Beika Pon Shukettsu Dai Sābisu" (米花ポン 出血大サービス)                                                    | 5 tháng 9 năm 2015   | 26 tháng 12 năm 2024      |
| 791 | 844 | "Trung sĩ Takagi bỏ trốn cùng với còng tay" "Takagi-keiji, Tejō de Tōsō" (高木刑事、手錠で逃走)                                           | 12 tháng 9 năm 2015  | 27 tháng 12 năm 2024      |
| 792 | 845 | "3 người đàn ông tiếp cận hiện trường đầu tiên (Phần đầu)" "San'nin no Daiichihakkensha (Zenpen)" (三人の第一発見者（前編）)              | 19 tháng 9 năm 2015  | 28 tháng 12 năm 2024      |
| 793 | 846 | "3 người đàn ông tiếp cận hiện trường đầu tiên (Phần cuối)" "San'nin no Daiichihakkensha (Kōhen)" (三人の第一発見者 （後編）)             | 26 tháng 9 năm 2015  | 29 tháng 12 năm 2024      |
| 794 | 847 | "Bác Mori Kogoro trở thành vệ sĩ" "Bodīgādo Mōri Kogorō" (ボディーガード毛利小五郎)                                                       | 3 tháng 10 năm 2015  | 30 tháng 12 năm 2024      |
| 795 | 848 | "Người vợ trẻ biến mất bí ẩn" "Wakaokusama ga Kieta Himitsu" (若奥様が消えた秘密)                                                         | 10 tháng 10 năm 2015 | 31 tháng 12 năm 2024      |
| 796 | 849 | "Sách lược của đôi uyên ương" "Oshidorifūfu no Sakuryaku" (おしどり夫婦の策略)                                                            | 17 tháng 10 năm 2015 | 1 tháng 1 năm 2025        |
| 797 | 850 | "Suy luận thực tế của thiếu nữ mộng mơ" "Yumemiru Otome no Meisuiri" (夢見る乙女の迷推理)                                                 | 24 tháng 10 năm 2015 | 2 tháng 1 năm 2025        |
| 798 | 851 | "Mục tiêu di chuyển" "Ugoku Hyōteki" (動く標的)                                                                                           | 7 tháng 11 năm 2015  | 3 tháng 1 năm 2025        |
| 799 | 852 | "Suy luận của đội thám tử nhí trong biệt thự khóa kín" "Tantei-dan no Misshitsu Suiri Gassen" (探偵団の密室推理合戦)                      | 14 tháng 11 năm 2015 | 4 tháng 1 năm 2025        |
| 800 | 853 | "Đuổi theo 100 triệu yên" "Ichiokuen o Oikakero" (1億円を追いかけろ)                                                                      | 21 tháng 11 năm 2015 | 5 tháng 1 năm 2025        |
| 801 | 854 | "Hành trình bí ẩn tại đồi cát Tottori (Cung Kurayoshi)" "Tottori Sakyū Misuterī Tsuā (Kurayoshi-hen)" (鳥取砂丘ミステリーツアー (倉吉編)) | 28 tháng 11 năm 2015 | 6 tháng 1 năm 2025        |
| 802 | 855 | "Hành trình bí ẩn tại đồi cát Tottori (Cung Tottori)" "Tottori Sakyū Misuterī Tsuā (Tottori-hen)" (鳥取砂丘ミステリーツアー (鳥取編))     | 5 tháng 12 năm 2015  | 7 tháng 1 năm 2025        |
| 803 | 856 | "Hãy cẩn thận với cạm bẫy của lửa" "Hi-no-Yōjin no Otoshiana" (火の用心の落とし穴)                                                        | 12 tháng 12 năm 2015 | 8 tháng 1 năm 2025        |

Phần sau: Danh sách tập phim Thám tử lừng danh Conan (2016 – nay)